# 서커스

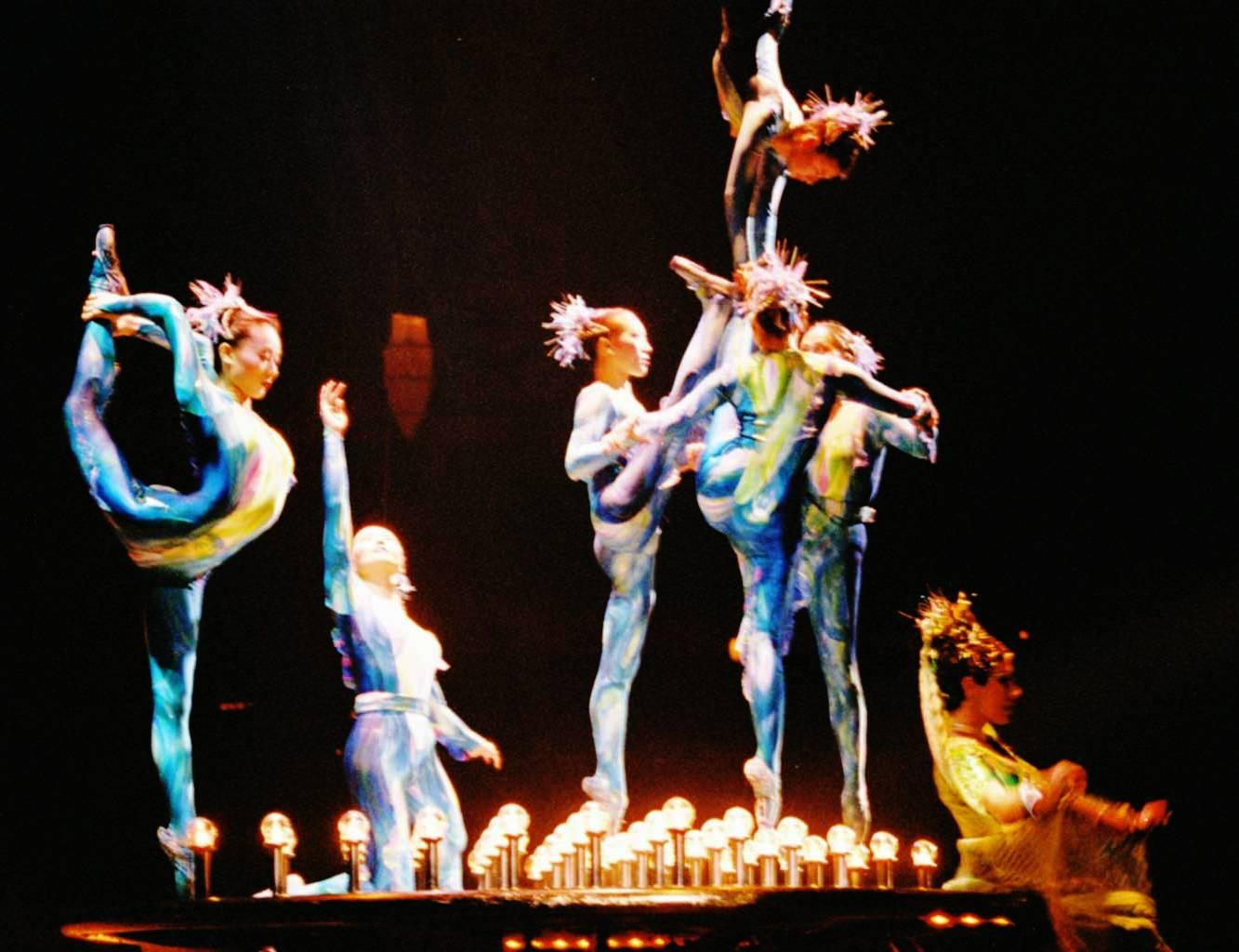

서커스(circus)은 광대, 곡예사, 훈련된 동물, 공중그네 묘기, 음악가, 무용가, 후프 공연자, 줄타기 공연자, 저글링 공연자, 마술사, 복화술사, 외발자전거 공연자뿐만 아니라 다른 물체 조작 및 스턴트 지향 예술가 등 다양한 엔터테인먼트 쇼를 선보이는 공연자 집단이다. 곡마단(曲馬團) 또는 곡예단(曲藝團, 문화어: 교예단)이라고도 한다. "서커스"라는 용어는 또한 250년간의 현대 역사 동안 다양한 형식을 따라온 공연, 훈련 및 공동체의 분야를 나타내기도 한다. 비록 이 매체의 발명가는 아니지만, 뉴캐슬 언더 라임에서 태어난 필립 애슬리는 현대 서커스의 아버지로 불린다.
1768년, 숙련된 승마인 애슬리는 영국 템스강 남쪽의 하페니 해치라는 탁 트인 들판에서 승마 묘기 전시 공연을 시작했다. 1770년, 그는 승마 시연 사이의 공백을 메우기 위해 곡예사, 줄타기 공연자, 저글링 공연자, 광대를 고용했고, 이로써 나중에 "서커스"라고 명명된 형식을 우연히 발견했다. 다음 50년 동안 공연은 크게 발전했으며, 대규모 연극 전투 재연이 중요한 특징이 되었다. 링마스터가 음악에 맞춰 다양한 안무 공연을 소개하는 형식은 종종 "전통" 또는 "고전" 서커스라고 불리는데, 19세기 후반에 발전하여 1970년대까지 지배적인 형식으로 남아 있었다.
애슬리 시대 이후 공연 스타일이 발전함에 따라 서커스가 공연되는 장소의 유형도 발전했다. 초기 현대 서커스는 지붕이 있는 좌석이 제한된 야외 구조물에서 공연되었다. 18세기 후반부터 19세기 후반까지는 다양한 유형의 좌석, 중앙 원형 경기장, 때로는 무대까지 갖춘 맞춤형 서커스 건물(종종 나무로 만들어진)이 건설되었다. "빅 톱(big tops)"으로 흔히 알려진 전통적인 대형 텐트는 순회 서커스가 고정된 장소를 대체하면서 19세기 중반에 도입되었다. 이 텐트는 결국 가장 흔한 장소가 되었다. 현대 서커스는 텐트, 극장, 카지노, 유람선, 야외 공간 등 다양한 장소에서 공연된다. 많은 서커스 공연은 여전히 원형 경기장에서 열리는데, 보통 직경이 13 m (43 ft)이다. 이 치수는 18세기 후반에 애슬리가 곡예 승마 기수가 질주하는 말 위에서 똑바로 서서 묘기를 수행할 수 있는 최소 직경으로 채택한 것이다.
1970년대 후반부터 여러 그룹이 새로운 서커스 형식과 미학을 실험하기 시작하면서 서커스 전통의 부활에 형태의 변화가 기여했다는 평가를 받고 있다. 이들은 일반적으로 동물을 사용하지 않고 인간의 예술성에만 집중하는 경향이 있었다. "뉴 서커스" 또는 "시르크 누보"라고 불리는 이 운동의 서커스단과 예술가들은 종종 연극적인 접근 방식을 선호하여, 캐릭터 중심의 서커스 공연과 다양한 스타일의 독창적인 음악을 결합하여 복잡한 주제나 이야기를 전달하곤 했다. 1990년대 이후에는 전통적인 서커스 기술 또는 "분야"를 공연 예술, 춤 또는 시각 예술과 더욱 밀접하게 연관시키는 전위적인 접근 방식이 "현대 서커스"라는 이름으로 불리게 되었다. 이러한 명칭은 현대 서커스라는 문구의 다른 용법, 즉 "오늘날의 서커스"라는 의미 때문에 혼란을 야기할 수 있다. 이러한 이유로 일부 평론가들은 현재 사용 가능한 모든 다양한 스타일을 포괄하기 위해 "21세기 서커스"라는 용어를 사용하기 시작했다. 21세기 서커스는 다른 예술 형식과 기술 발전의 새로운 기술, 기법, 스타일적 영향을 흡수하면서 서커스 전통에 대한 새로운 변형을 계속해서 개발하고 있다. 미학적 또는 경제적 이유로 21세기 서커스 공연은 종종 대형 야외 텐트가 아닌 극장에서 상연되기도 한다.

## 어원
"서커스"라는 단어는 14세기 영어에서 처음 등장했으며, 라틴어 circus에서 유래했다. 이는 그리스어 κίρκος (kirkos)의 로마자 표기법이며, 이 단어 자체는 "원" 또는 "고리"를 의미하는 호메로스 그리스어 κρίκος (krikos)의 음운 전위이다. 초기 기독교 작가 테르툴리아누스는 De Spectaculis라는 책에서 최초의 서커스 경기가 태양신이자 그녀의 아버지인 헬리오스를 기리기 위해 여신 키르케에 의해 상연되었다고 주장했다.

## 역사

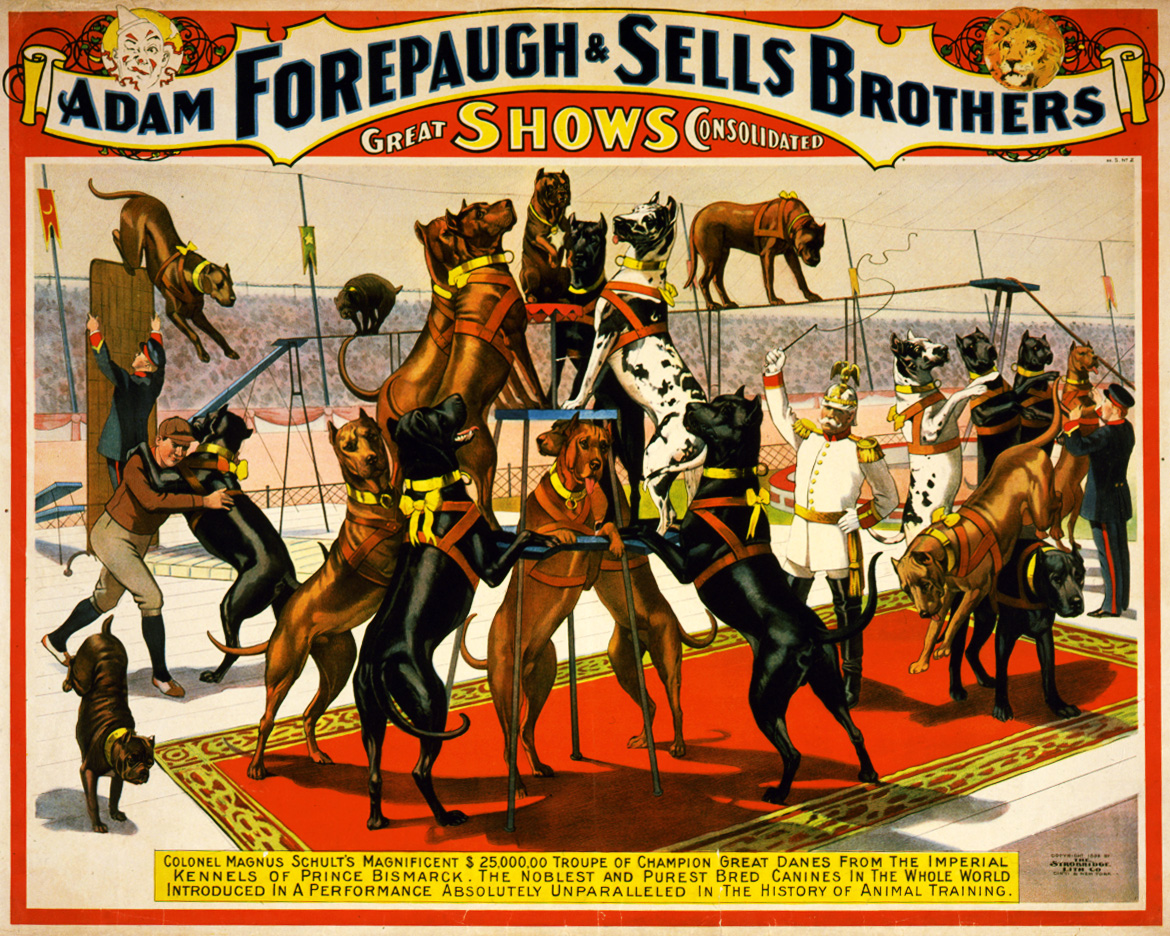
그레이트데인견과 함께한 셀스 브라더스 서커스

현대적이고 일반적으로 받아들여지는 서커스의 개념은 다양한 공연이 엔터테인먼트를 제공하는 빅 톱(Big Top)을 의미한다. 그러나 서커스의 역사는 더 복잡하며, 역사가들은 그 기원에 대해 의견이 일치하지 않고, 역사 연구의 변화하는 특성과 진행 중인 서커스 현상으로 인해 역사에 대한 수정이 이루어지고 있다. 많은 사람들에게 서커스 역사는 영국인 필립 애슬리로 시작되지만, 다른 사람들에게는 그 기원이 훨씬 더 거슬러 올라가 로마 제국 시대로 거슬러 올라간다.

### 기원
고대 로마에서 키르쿠스는 말과 전차 경주, 승마 쇼, staged battles, 검투사 전투, 훈련된 동물의 전시(및 싸움)를 위한 지붕 없는 경기장이었다.:2 로마의 키르쿠스는 고대 그리스의 히포드롬과 비슷했지만, 키르쿠스는 다양한 목적을 수행하고 디자인과 구조가 달랐으며, 해전 재연을 포함하는 행사를 위해 키르쿠스는 물로 채워졌다. 그러나 로마 키르쿠스 건물은 원형이 아니라 반원형 끝을 가진 직사각형이었다. 낮은 좌석은 고위 인사에게 예약되었으며, 경기 주최자와 그의 친구들을 위한 다양한 귀빈석도 있었다. 키르쿠스는 남성과 여성이 분리되지 않은 유일한 공개 볼거리였다. 조지 스페이트와 같은 일부 서커스 역사가들은 "이러한 공연은 로마인들이 '키르쿠스'라고 부르던 거대한 경기장에서 열렸을 수도 있지만, 이러한 장소나 그곳에서 선보인 오락을 현대 서커스와 동일시하는 것은 잘못이다"라고 말했다. 다른 이들은 서커스의 계보가 로마 키르쿠스로 거슬러 올라가며, 서커스 관련 오락의 연대기가 로마 시대부터 술탄아흐메트 광장이 13세기까지 운영되었던 중세 및 르네상스 시대의 광대, 음유시인, 음유시인을 거쳐 18세기 후반 애슬리의 시대까지 추적될 수 있다고 주장했다.
로마 시에 세워진 최초의 서커스는 팔라티노 언덕과 아벤티노 언덕 사이의 계곡에 있는 키르쿠스 막시무스였다. 이 서커스는 왕정 시대에 건설되었으며 처음에는 전적으로 목재로 지어졌다. 여러 차례 재건된 후, 키르쿠스 막시무스의 최종 버전은 25만 명을 수용할 수 있었고, 석재로 지어졌으며 길이는 400m, 폭은 90m였다. 다음으로 중요한 서커스는 키르쿠스 플라미니우스와 네로의 서커스 유흥을 통해 악명을 얻은 키르쿠스 네로니스였다. 막센티우스가 네 번째 서커스를 건설했으며, 그 유적은 고고학자들이 로마 서커스를 재건하는 데 도움이 되었다.
서로마 제국의 몰락 이후 한동안 대규모 서커스 건물은 대중 오락의 중심지로서 사용되지 않게 되었다. 대신, 순회 공연자, 조련사, 흥행사들이 유럽 전역의 도시들을 여행하며, 중세 시대 바르톨로뮤 페어와 같은 지역 박람회에서 공연을 펼쳤다.:4-6

### 현대 형식

#### 애슬리 및 초기 영국 서커스

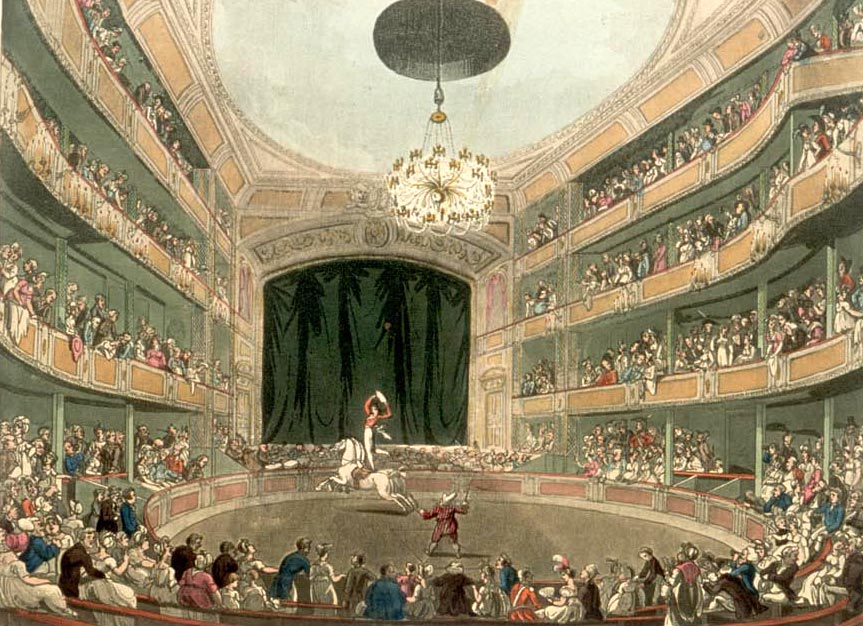
1808년경 런던의 애슬리 암피테아트르

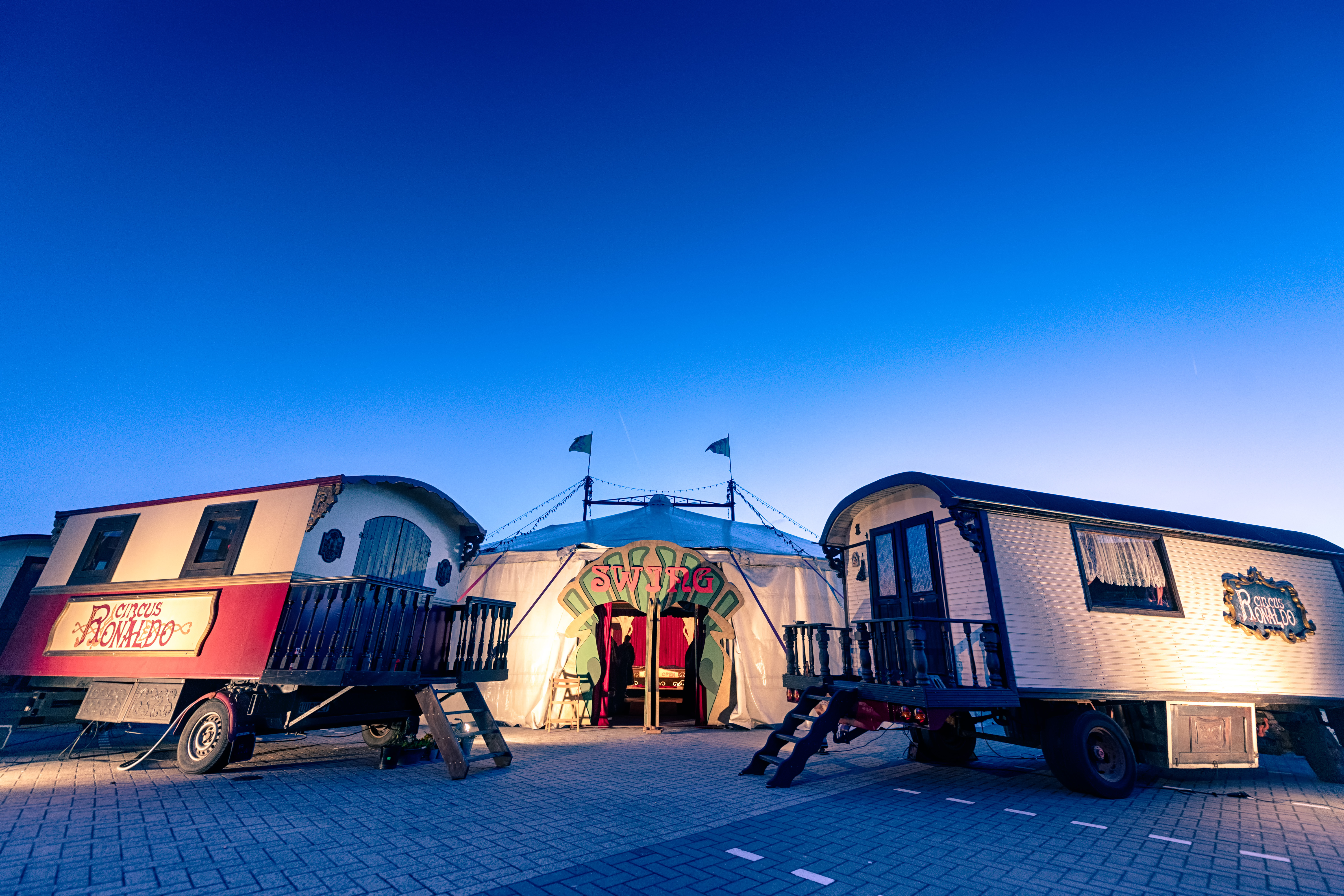
서커스 로날도

현대 서커스의 기원은 1742년 영국 뉴캐슬 언더 라임에서 태어난 필립 애슬리에게 돌려진다. 그는 기병 장교가 되어 1768년 4월 4일 런던 램버스에 승마 묘기를 전시하기 위한 최초의 현대 원형 극장을 세웠다. 애슬리가 승마 묘기를 처음 시작한 것도 아니고, 곡예사나 광대와 같은 공연을 영국 대중에게 처음 소개한 것도 아니었지만, 그는 이 모든 공연을 한데 모아 쇼를 선보일 공간을 처음으로 만들었다. 애슬리는 경쟁자들이 하던 것처럼 직선으로 달리지 않고 원형으로 말을 탔고, 이로써 원형 공연 형식을 우연히 발견했다. 애슬리는 직경 42피트의 원형 경기장에서 묘기를 선보였는데, 이는 이후 서커스에서 사용되는 표준 크기가 되었다. 애슬리는 공연장을 원형이라고 불렀고 건물을 원형 극장이라고 불렀는데, 이는 나중에 서커스로 알려지게 되었다. 1770년, 애슬리는 공연 사이의 공백을 메우기 위해 곡예사, 줄타기 공연자, 저글링 공연자, 그리고 광대를 고용했다.

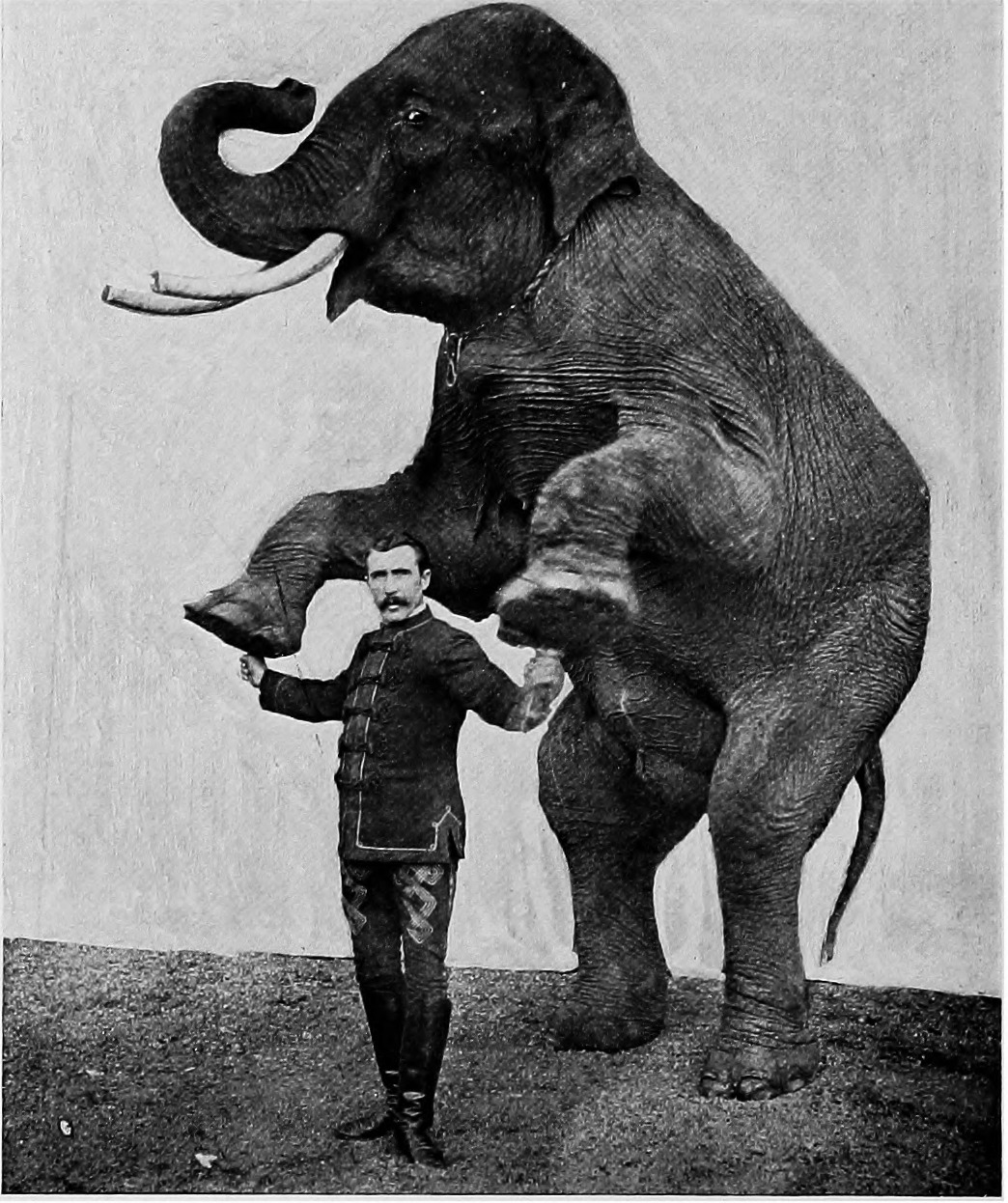
코끼리 조련사 (1903년)

애슬리 다음으로는 앤드루 듀크로우가 있었는데, 그의 승마 묘기는 서커스 전통을 확립하는 데 큰 역할을 했으며, 이는 헨글러 서커스와 상어의 유명한 쇼를 통해 후대에까지 이어졌다. 영국에서는 서커스가 종종 런던 히포드롬과 같이 대도시의 서커스 전용 건물에서 열렸는데, 이 건물은 서커스, 머내저리, 버라이어티 극장을 결합한 형태였으며, 사자나 코끼리와 같은 야생 동물들이 때때로 원형 경기장에 출연했고, 홍수, 지진, 화산 폭발과 같은 자연 재해를 놀랍도록 사실적으로 재현하기도 했다. 주류 광대의 시초인 조지프 그리말디는 1781년 팬터마임 '웃음의 승리; 또는 할리퀸의 결혼'에서 꼬마 광대 역으로 첫 주연을 맡았다. 1782년 11월 4일 런던에서 찰스 딥딘(그는 "서커스"라는 용어를 만들었다)이 승마 공연자 찰스 휴즈의 도움을 받아 로얄 서커스를 개장했다. 1782년, 애슬리는 파리에 프랑스 최초의 서커스 전용 건물인 앰피테아트르 앙글레를 설립했으며, 이어서 유럽 전역의 도시에 18개의 다른 상설 서커스를 설립했다. 애슬리는 1793년에 그의 파리 서커스를 이탈리아인 안토니오 프란코니에게 임대했다. 1826년, 최초의 서커스는 캔버스 빅 톱 아래에서 열렸다.

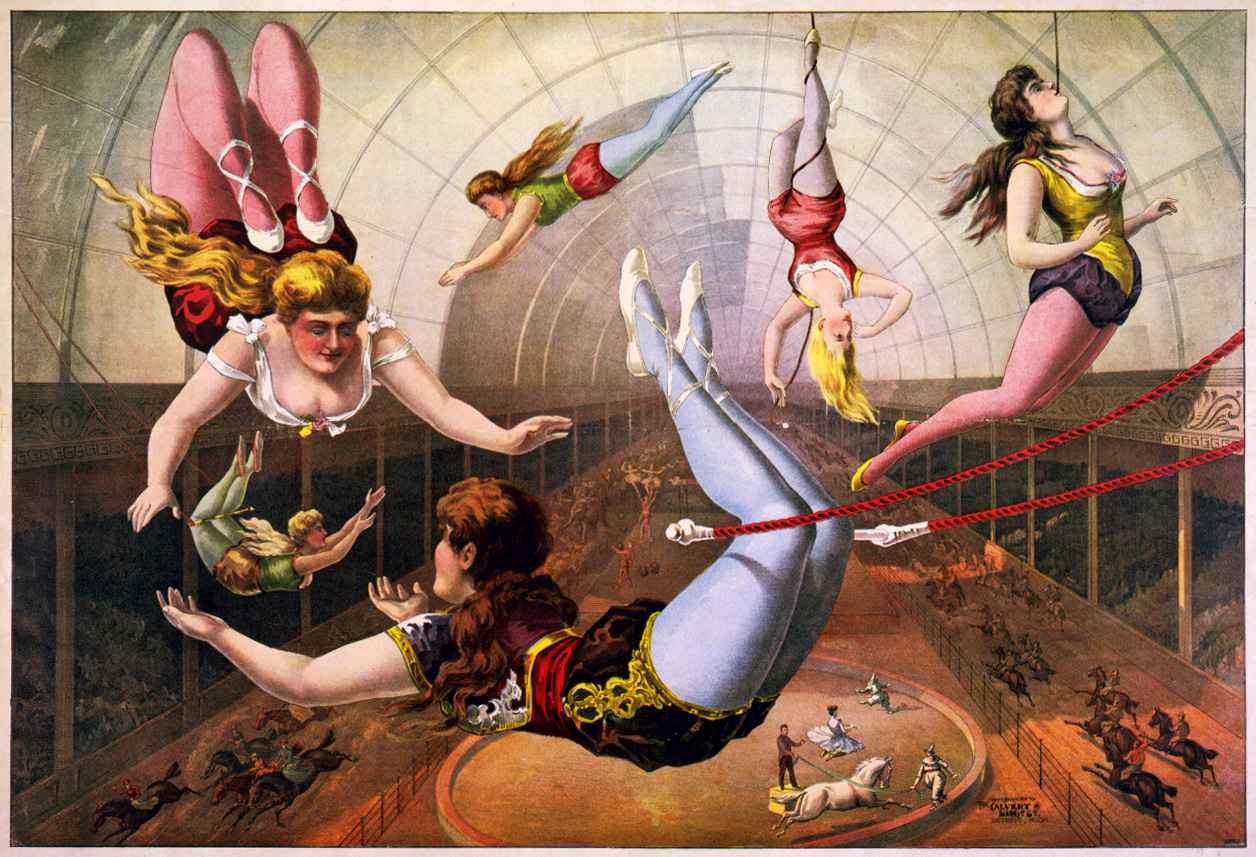
공중그네 예술가들, Calvert Litho. Co.의 석판화, 1890년

#### 리켓츠와 최초의 미국 서커스
영국인 존 빌 리켓츠는 미국에 최초의 현대 서커스를 가져왔다. 그는 1780년대 런던의 휴즈 로얄 서커스에서 연극 경력을 시작했으며, 1792년 영국에서 필라델피아에 첫 서커스를 설립하기 위해 건너왔다. 미국 최초의 서커스 건물은 1793년 4월 3일 필라델피아에서 문을 열었으며, 리켓츠는 이곳에서 미국 최초의 완벽한 서커스 공연을 선보였다. 조지 워싱턴은 그 시즌 말에 이곳에서 공연을 관람했다.

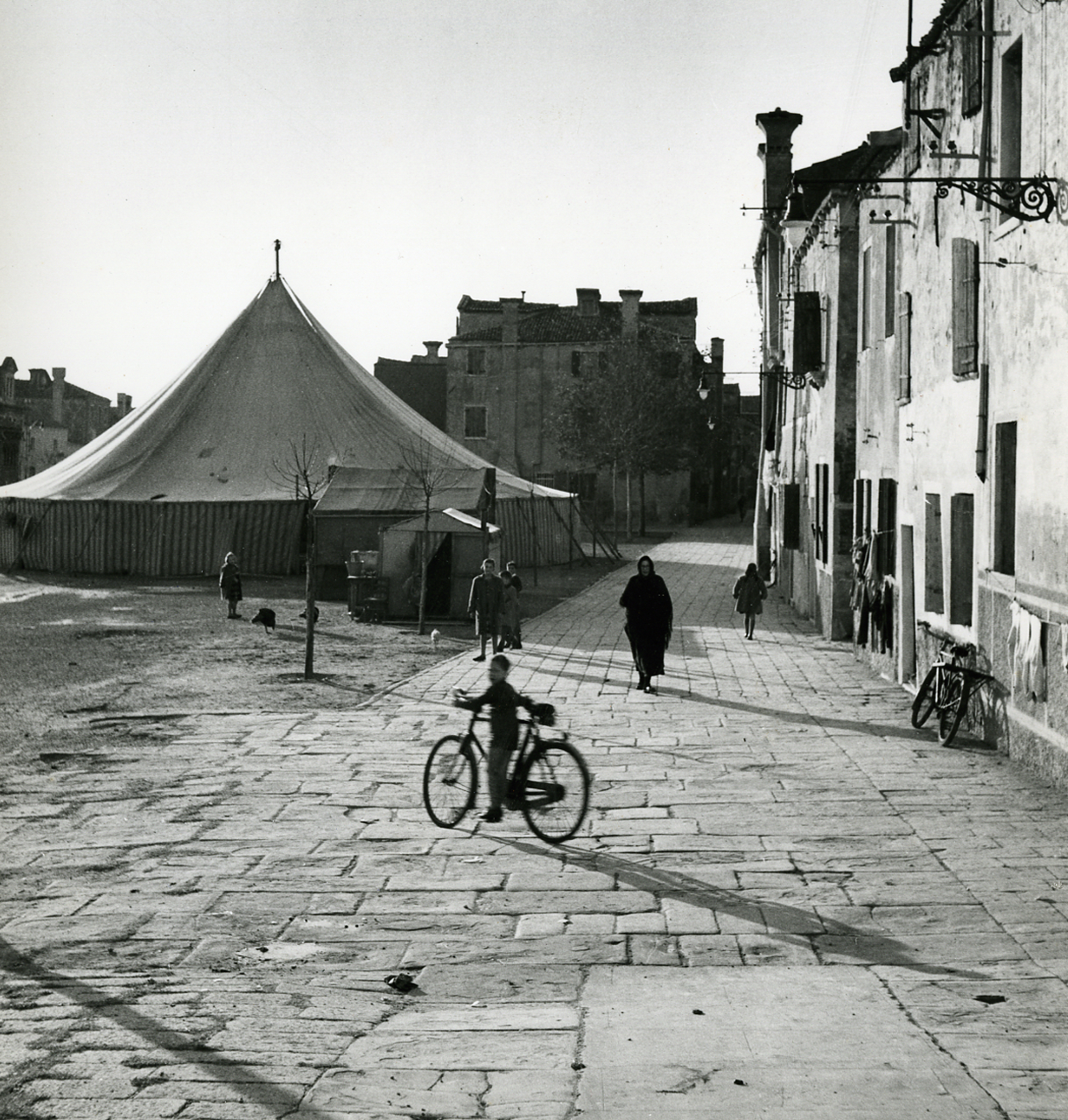
이탈리아 서커스 텐트 (1951년)

#### 미국 형식의 확장

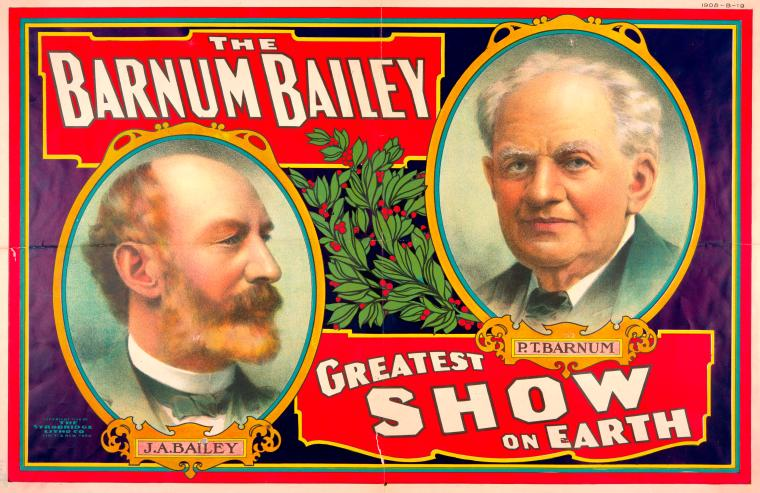
P.T. 바넘과 제임스 앤서니 베일리

19세기 초 20년 동안 아메리카 대륙에서는 페팽과 브레샤르 서커스가 몬트리올에서 하바나까지 순회하며 방문하는 많은 도시에 서커스 극장을 지었다. 뉴욕 출신인 빅터 페팽은 미국에서 주요 서커스를 운영한 최초의 미국인이었다. 나중에 퍼디, 웰치 & Co.와 반 암부르크의 설립으로 미국에서 서커스의 인기가 더욱 높아졌다. 1825년, 조슈아 퍼디 브라운은 서커스 공연에 대형 캔버스 텐트를 사용한 최초의 서커스 소유자였다. 서커스 개척자 댄 라이스는 남북 전쟁 이전 가장 유명한 서커스 광대였으며, "외로운 원숭이 쇼"와 "헤이, 루베!"와 같은 표현을 유행시켰다. 미국 서커스는 P. T. 바넘과 윌리엄 카메론 쿠프에 의해 혁신되었는데, 이들은 1870년대에 최초의 기형쇼인 순회 P. T. 바넘 박물관, 머내저리 & 서커스를 시작했다. 쿠프는 또한 최초의 다중 원형 서커스를 도입했으며, 도시 간에 서커스를 운송하기 위해 서커스 열차를 사용한 최초의 서커스 기업가이기도 했다. 1830년대에는 순회 서커스와 함께 사이드쇼도 설립되기 시작했다.:9

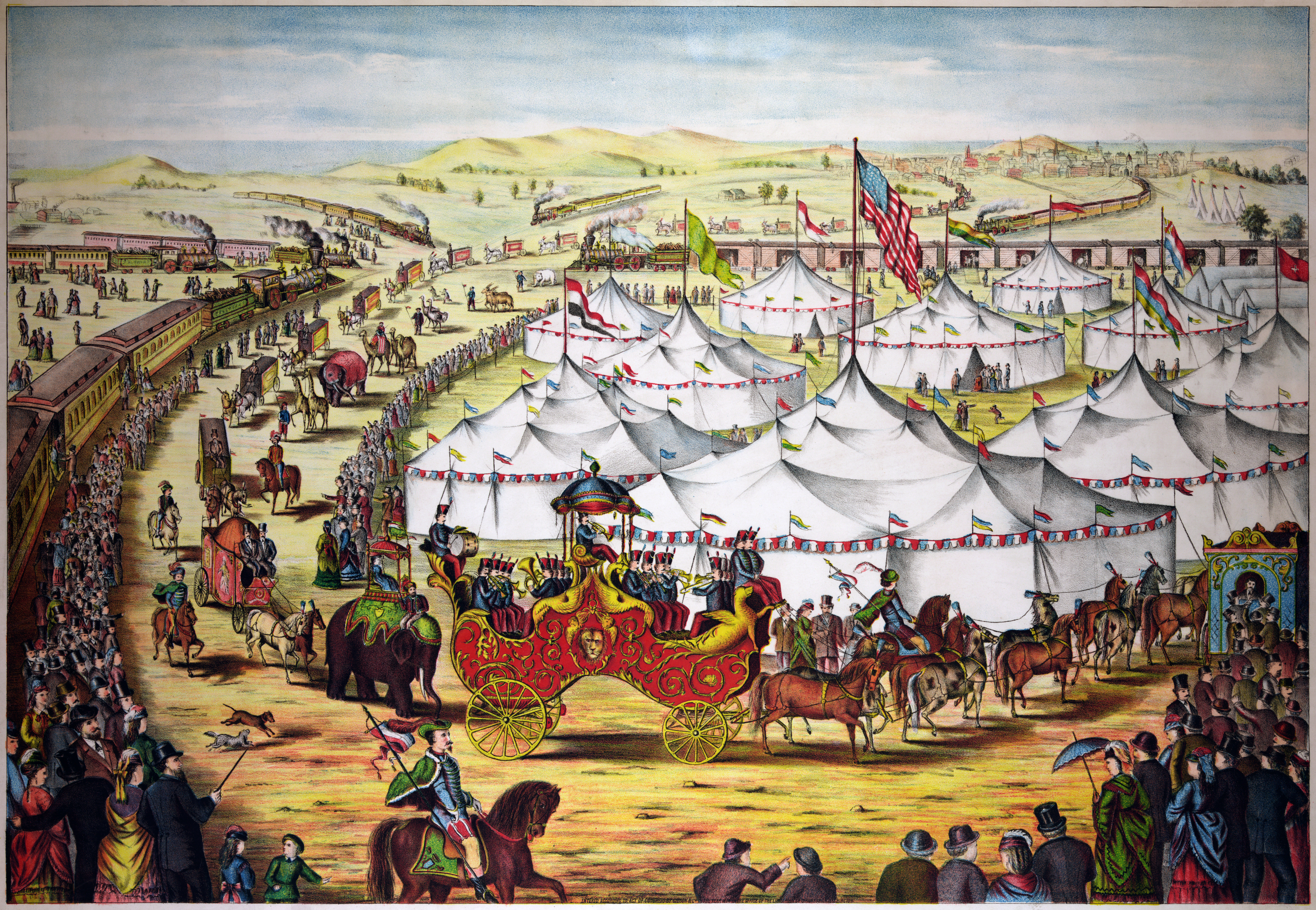
깁슨 & Co.의 석판화, 1874년 텐트 주변의 서커스 퍼레이드

#### 순회 공연
1838년, 승마인 토마스 태플린 쿡은 미국에서 영국으로 돌아오면서 서커스 텐트를 가져왔다. 이 시기에는 영국에서 빠르게 설치할 수 있는 순회 서커스가 인기를 얻고 있었다. 예를 들어, 윌리엄 배티의 서커스는 1838년에서 1840년 사이에 뉴캐슬에서 에든버러로, 그리고 포츠머스와 사우샘프턴으로 이동했다. 영국의 유일한 흑인 서커스 소유주이자 빅토리아 시대 영국에서 가장 유명한 순회 서커스 중 하나를 운영했던 파블로 팬큐는 제한된 공연을 위해 임시 구조물을 세우거나 기존 구조물을 개조했다. 리즈의 한 구조물은 팬큐가 떠나는 서커스에서 인수한 것인데, 그것이 무너져 많은 사람들이 경미한 부상을 입었지만 팬큐의 아내가 사망하는 결과를 낳았다. 순회 서커스단은 또한 구조물을 세울 땅을 임대하여 때때로 지역 생태계에 피해를 입히기도 했다. 중요한 서커스 혁신가 세 명은 이탈리아의 주세페 키아리니, 프랑스인 루이 술리에와 자크 투르니어로, 그들의 초기 순회 서커스는 라틴 아메리카, 호주, 동남아시아, 중국, 남아프리카, 러시아에 서커스를 소개했다. 술리에는 1866년 여행에서 돌아왔을 때 중국 곡예를 유럽 서커스에 도입한 최초의 서커스 소유주였으며, 투르니어는 랑가에 공연 예술을 처음 도입하여 그곳에서 매우 인기를 얻었다.

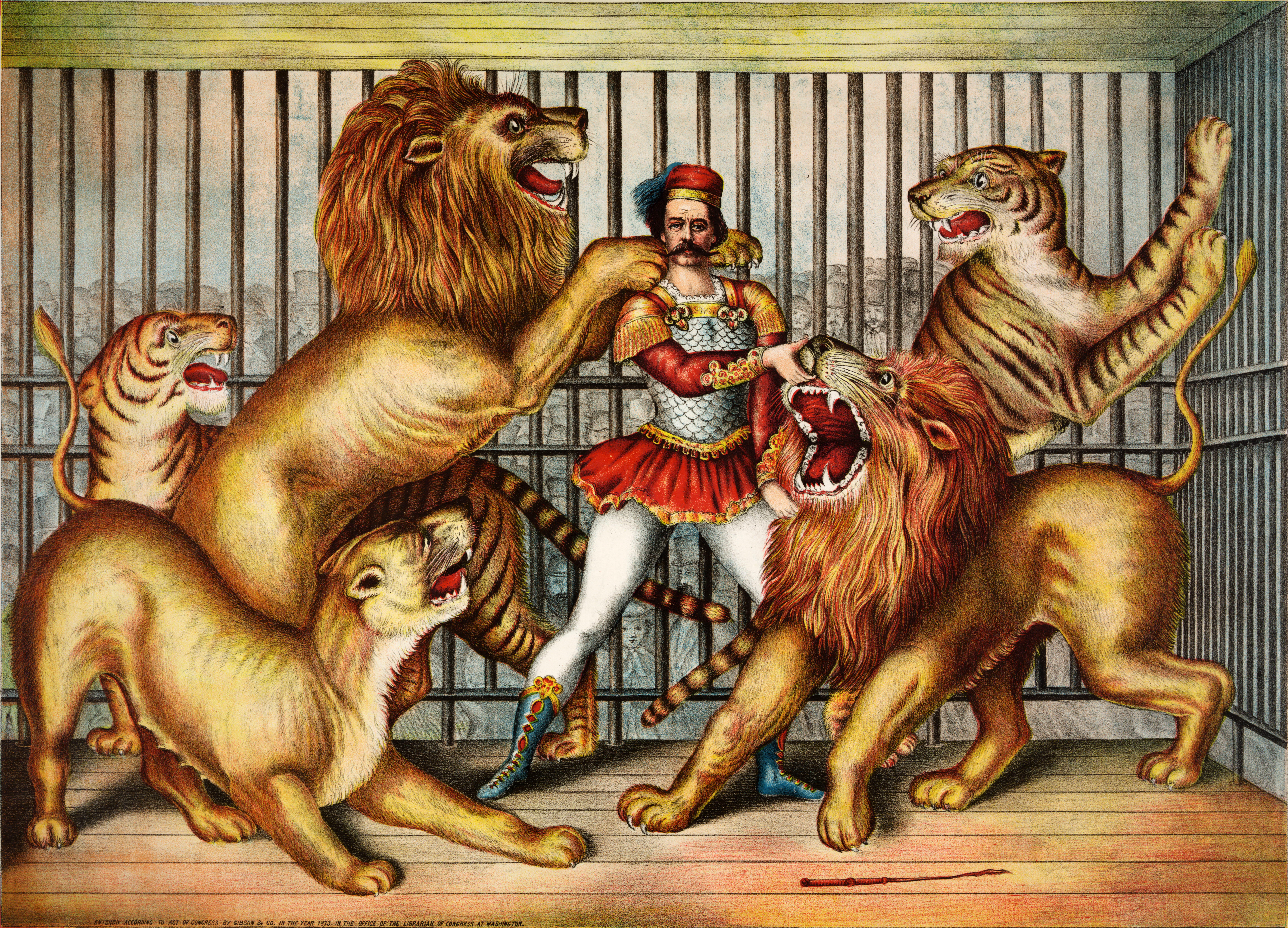
사자 조련사, 깁슨 & Co.의 석판화, 1873년

1881년 제임스 앤서니 베일리와 제임스 L. 허친슨 서커스와 바넘의 서커스가 합병되고 1891년 바넘이 사망한 후, 그의 서커스는 1897년부터 1902년까지 유럽을 순회하며 바넘 & 베일리 지상 최대의 쇼로 활동했으며, 그 규모, 순회 기술(텐트와 서커스 열차 포함), 서커스 공연, 동물원 전시, 기형쇼의 조합으로 다른 서커스 소유주들에게 깊은 인상을 남겼다. 이 형식은 20세기 초 유럽 서커스에 의해 채택되었다.
미국 서커스의 영향은 현대 서커스의 성격에 상당한 변화를 가져왔다. 음성이 쉽게 들리지 않을 정도로 큰 경기장에서는 광대의 전통적인 코믹 대화가 예전보다 덜 중요한 위치를 차지하게 되었고, 엄청나게 증가한 무대 소품은 구식 승마 묘기를 뒷전으로 밀어냈다. 이들은 더 야심찬 곡예 공연과 기술, 힘, 대담함을 보여주는 공연으로 대체되었으며, 이는 엄청난 수의 공연자와 종종 복잡하고 값비싼 기계의 사용을 필요로 했다.

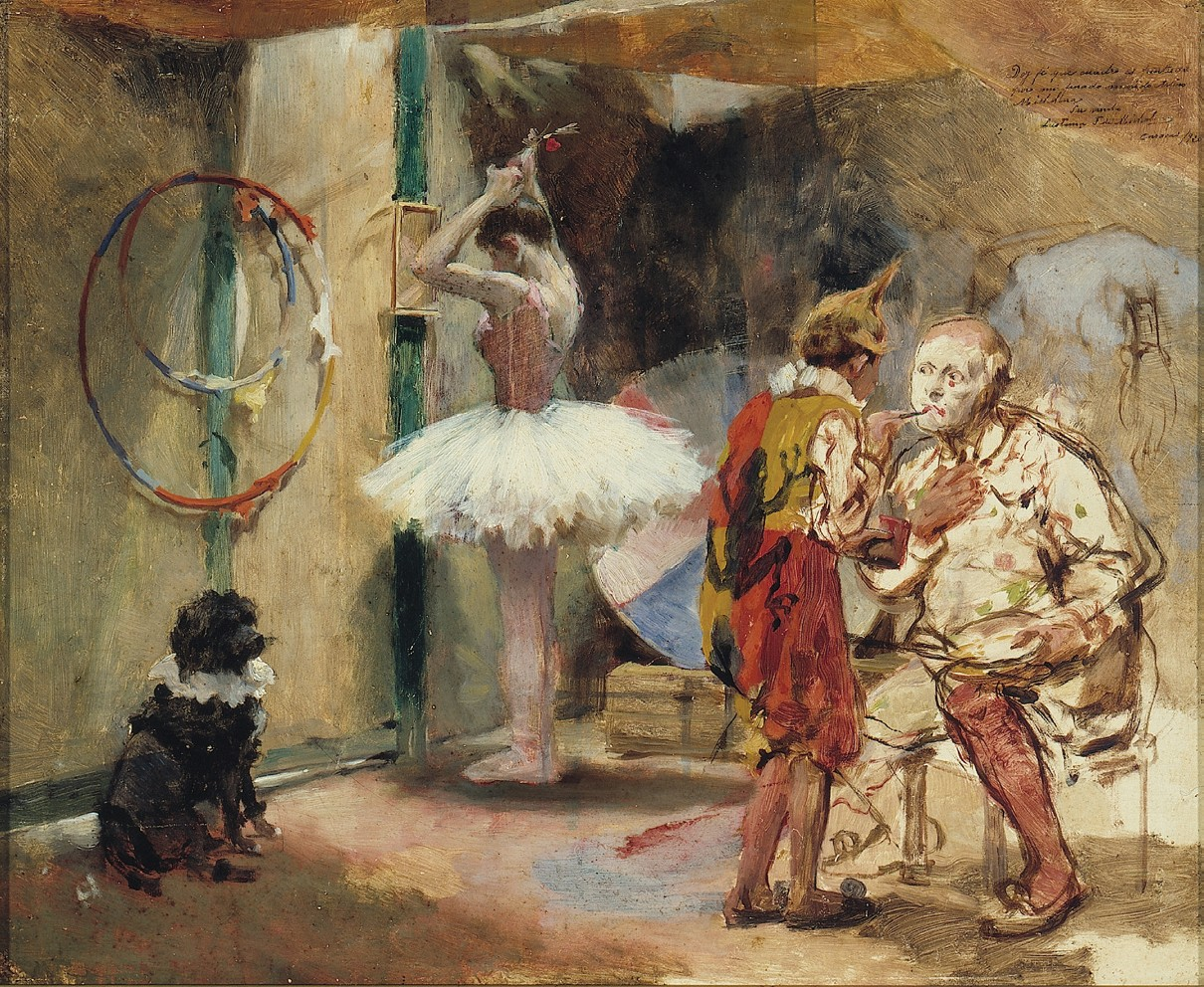
베네수엘라의 아르투로 미첼레나가 1891년경 서커스 무대 뒤를 묘사한 그림

19세기 후반부터 20세기 전반에 걸쳐 순회 서커스는 미국에서 주요한 관람 오락 형태였으며, 도시에 도착할 때마다 엄청난 관심을 끌었다. 제2차 세계 대전 이후, 텔레비전과 같은 새로운 형태의 오락이 등장하고 대중의 취향이 변하면서 서커스의 인기는 시들해졌다. 1960년대부터 서커스는 동물권 운동가들의 비판을 점점 더 많이 받게 되었다. 많은 서커스단이 폐업하거나 다른 서커스단과 합병해야 했다. 그럼에도 불구하고, 작은 가족 사업부터 3개의 링을 갖춘 대규모 공연까지 다양한 형태의 순회 서커스단이 여전히 전 세계 여러 지역에서 활동하고 있다. 다른 회사들은 서커스 형식 자체에 대한 혁신적인 새로운 접근 방식으로 대중을 끌어들이는 새로운 방법을 찾았다.

#### 러시아
1919년, 레닌, 소비에트 러시아의 수장은 서커스가 연극, 오페라, 발레와 동등한 시설과 위상을 갖춘 "인민 예술 형식"이 되기를 희망했다. 소련은 러시아 서커스를 국유화했다. 1927년, 모스크바 서커스 학교로 더 잘 알려진 국립 서커스 및 버라이어티 예술 대학교가 설립되었다. 공연자들은 소비에트 체조 프로그램에서 개발된 방법을 사용하여 훈련받았다. 모스크바 국립 서커스단이 1950년대에 국제 투어를 시작했을 때, 그들의 독창성과 예술적 기술 수준은 널리 찬사를 받았다.

기형쇼 서커스

#### 중국
중국 국립 서커스와 같이 곡예의 중국 전통을 바탕으로 한 중국 서커스도 인기 있는 순회 공연이다.

### 뉴 서커스

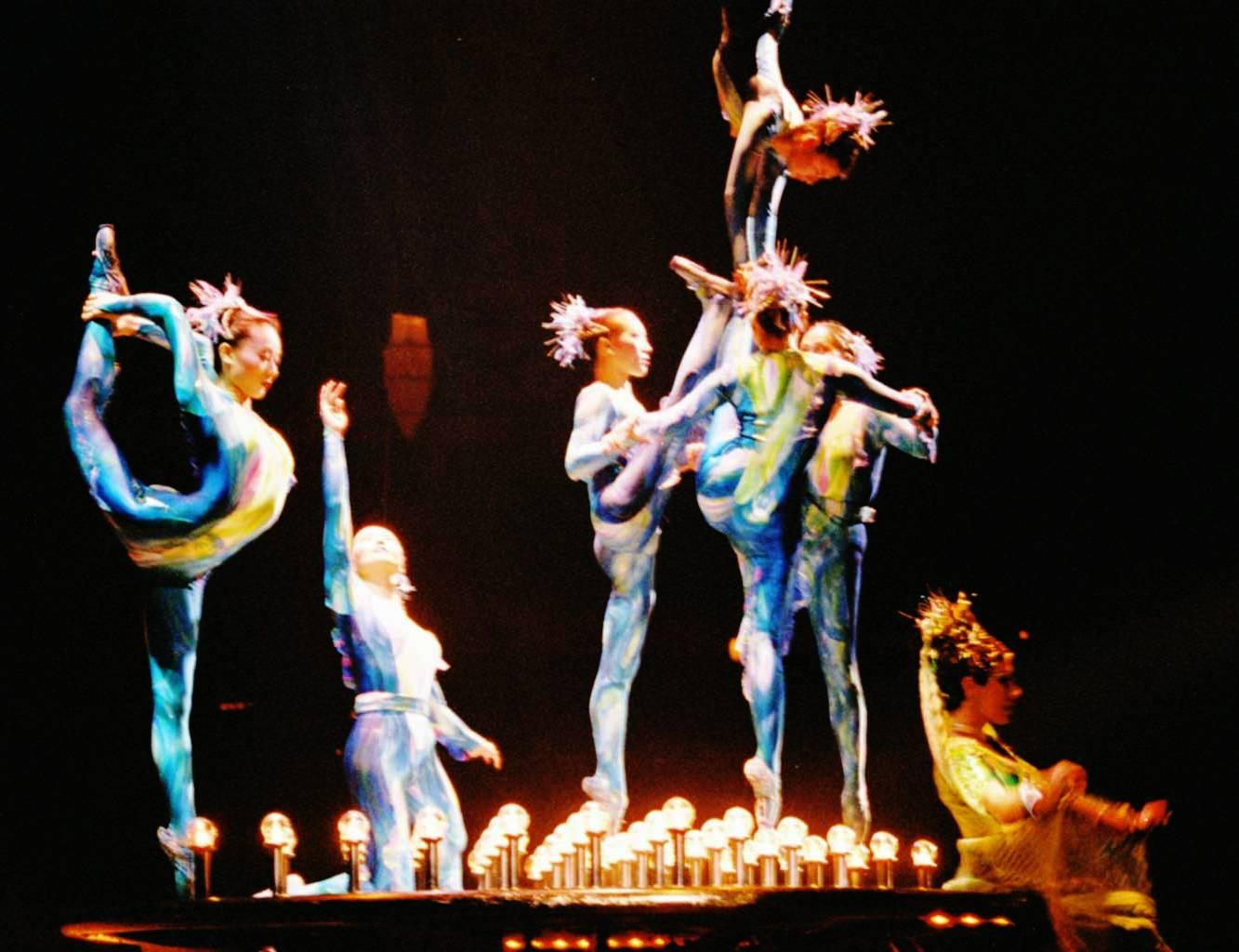
태양의 서커스가 2004년 빈에서 드랄리온을 공연하고 있다

뉴 서커스는 1970년대 호주, 캐나다, 프랑스, 미국 서부, 영국에서 시작된 공연 예술 운동이다. 뉴 서커스는 전통적인 서커스 기술과 연극 기술을 결합하여 이야기나 주제를 전달한다. 전통적인 서커스와 비교하여, 이 장르의 서커스는 전체적인 미적 영향, 캐릭터 및 스토리 개발, 그리고 조명 디자인, 독창적인 음악, 의상 디자인을 사용하여 주제적 또는 서사적 내용을 전달하는 데 더 많은 관심을 기울이는 경향이 있다. 작품에 사용되는 음악은 종종 해당 작품만을 위해 독점적으로 작곡되며, 미학적 영향은 서커스 역사뿐만 아니라 현대 문화에서도 많이 가져온다. 동물 공연은 전통적인 서커스에서 엔터테인먼트의 중요한 부분이었던 것과 달리, 뉴 서커스에서는 거의 나타나지 않는다.
뉴 서커스 장르의 초기 개척자로는 다음이 있다: 1977년 호주에서 SoapBox Circus(1976)와 New Circus(1973)가 합쳐져 탄생한 서커스 오즈; 1975년 샌프란시스코에서 설립된 피클 패밀리 서커스; 1984년 런던의 라라 주; 1984년 웨일스의 노핏 스테이트 서커스; 1984년 퀘벡주에서 설립된 태양의 서커스; 1984년과 1986년에 각각 프랑스의 시르크 플룸과 아르카오스. 최근의 사례로는 다음이 있다: 1993년 퀘벡에서 설립된 시르크 엘루아즈; 스웨덴의 시르쿠스 시르쾨르 (1995); 1998년 시애틀에서 설립된 테아트루 진잔니; 1990년대 후반의 서아프리카 서커스 바오밥; 그리고 2002년 몬트리올에서 설립된 레 7 doigts de la main. 이 장르에는 버몬트 기반의 서커스 스미르쿠스 (롭 머민이 1987년에 설립)와 르 시르크 이마지네르 (나중에 르 시르크 인비지블로 이름 변경, 모두 찰리 채플린의 딸인 빅토리아 채플린이 설립 및 감독)와 같은 다른 서커스단도 포함된다.
뉴 서커스 장르에서 가장 눈에 띄는 성공 사례는 캐나다 서커스 회사인 태양의 서커스로, 2009년 추정 연간 수익이 8억 1천만 달러를 초과하며, 전 세계 5개 대륙 200개 이상의 도시에서 거의 9천만 명의 관객이 그들의 시르크 누보 쇼를 관람했다.

### 현대 서커스
현대 서커스 장르는 주로 1995년 조제프 나지(Joseph Nadj)가 감독한 프랑스 서커스 학교 국립 서커스 예술 센터(CNAC) 졸업생들의 앙상블 공연 '르 크리 뒤 카멜레옹(Le Cri du Caméléon)'과 함께 시작된 것으로 여겨진다. 뉴 서커스와 대조적으로, 현대 서커스(장르로서)는 추상적인 개념에 대한 더 암시적이고 학제적인 접근 방식을 선호하여 선형적인 서사를 피하는 경향이 있다. 여기에는 전통적인 레퍼토리를 선보이는 새로운 방법을 찾는 대신 개별 연기자의 능력, 경험 및 관심사를 기반으로 새로운 장치와 움직임 언어를 개발하는 강력한 경향이 포함된다.

### 사회 서커스
서커스의 공연적 측면 외에, 렉 볼턴이 촉매제가 된 사회 서커스 분야가 있다. 사회 서커스는 서커스 실습 및 활동을 통해 지역 사회를 참여시켜 건강과 복지 혜택을 제공한다.

## 공연
전통적인 서커스 공연은 종종 사회자와 비슷한 역할을 하는 링마스터가 이끈다. 링마스터는 공연자를 소개하고 관객에게 말을 걸며 일반적으로 쇼를 계속 진행시킨다. 서커스 활동은 전통적으로 링 안에서 이루어지며, 대규모 서커스는 모스크바 국립 서커스처럼 6개의 링을 가질 수도 있다. 서커스는 종종 자체 밴드를 동반하는데, 미국에서는 전통적으로 금관악기, 드럼, 글로켄슈필, 그리고 때로는 독특한 칼리오페 소리를 포함한다. 공연자들은 전통적으로 '아티스트(artiste)'라고 불렸지만, 최근 몇 년 동안은 '아티스트(artist)'라는 용어도 자주 사용되고 있다. 여러 세대에 걸쳐 서커스 가문 출신의 일부 공연자들에게는 '아티스트(artiste)'라는 용어가 '아티스트(artist)'보다 높은 지위를 부여한다고 여겨지기 때문에 여전히 선호된다. 반대로, 많은 신세대들이 선택하는 서커스 학교 훈련을 거친 일부 공연자들은 '아티스트(artist)'라는 용어가 '아티스트(artiste)'보다 덜 허세적이라고 여겨지기 때문에 '아티스트(artist)'를 선호한다. 서커스 아티스트들이 수행하는 신체적, 창의적 기술은 '디스플린(disciplines)'이라고 알려져 있으며, 훈련 목적으로 종종 저글링, 균형, 곡예, 공중 공연, 광대라는 큰 범주로 묶인다. 이러한 디스플린은 개별 공연으로 다듬어져 독립적으로 공연하고 다양한 서커스 고용주에게 마케팅할 수 있으며, 단일 프로젝트를 위해 특별히 제작된 솔로 또는 협업 작품을 고안하는 데도 사용될 수 있다.

### 묘기
일반적인 묘기는 다양한 곡예, 체조(텀블링 및 트램펄린 포함), 공중 묘기(공중그네, 에어리얼 실크, 코르드 리스, 에어리얼 후프 및 에어리얼 스트랩 등), 컨토션, 죽마 타기, 기타 다양한 루틴을 포함한다. 저글링은 서커스에서 가장 흔한 묘기 중 하나이며, 접시 돌리기 및 롤링 글로브와 같은 묘기를 포함하는 저글링과 체조의 조합은 균형, 줄타기, 슬래클라이닝, 외발자전거와 같은 더욱 고전적인 균형 기술과 함께 평형기예 범주에 속한다. 이러한 묘기는 가장 일반적이고 전통적인 것들 중 일부이다. 광대는 대부분의 서커스에 흔히 등장하며 일반적으로 많은 서커스 묘기에 능숙하다. "광대가 묘기에 끼어들다"는 모든 서커스에서 매우 친숙한 주제이다. 유명한 서커스 광대로는 오스틴 마일즈, 프라텔리니 가족, 러스티 러셀, 에밋 켈리, 그록, 빌 어윈 등이 있다. '광대'라는 칭호는 역할 기능과 공연 기술을 의미하며, 20세기 대중 매체를 통해 대중화된 빨간 코와 과장된 얼굴 분장의 이미지만을 의미하는 것은 아니다. 많은 광대가 여전히 이런 스타일로 공연하지만, 더 자연스러운 모습을 채택하는 광대도 많다.
위험한 스턴트 묘기, 기형쇼, 그리고 사이드쇼 묘기는 일부 서커스 묘기의 일부이며, 이러한 활동에는 인간대포, 샤포그래피, 불 삼키기, 불 뿜기, 불춤, 칼 던지기, 마술, 검 삼키기, 또는 스트롱맨이 포함될 수 있다. 유명한 사이드쇼 공연자로는 집 더 핀헤드와 돌 패밀리가 있다. 19세기 초 인기 있는 사이드쇼 볼거리는 프레넬 렌즈를 통해 벼룩들이 소품에 붙어 관람되는 벼룩 서커스였다.

### 동물 묘기

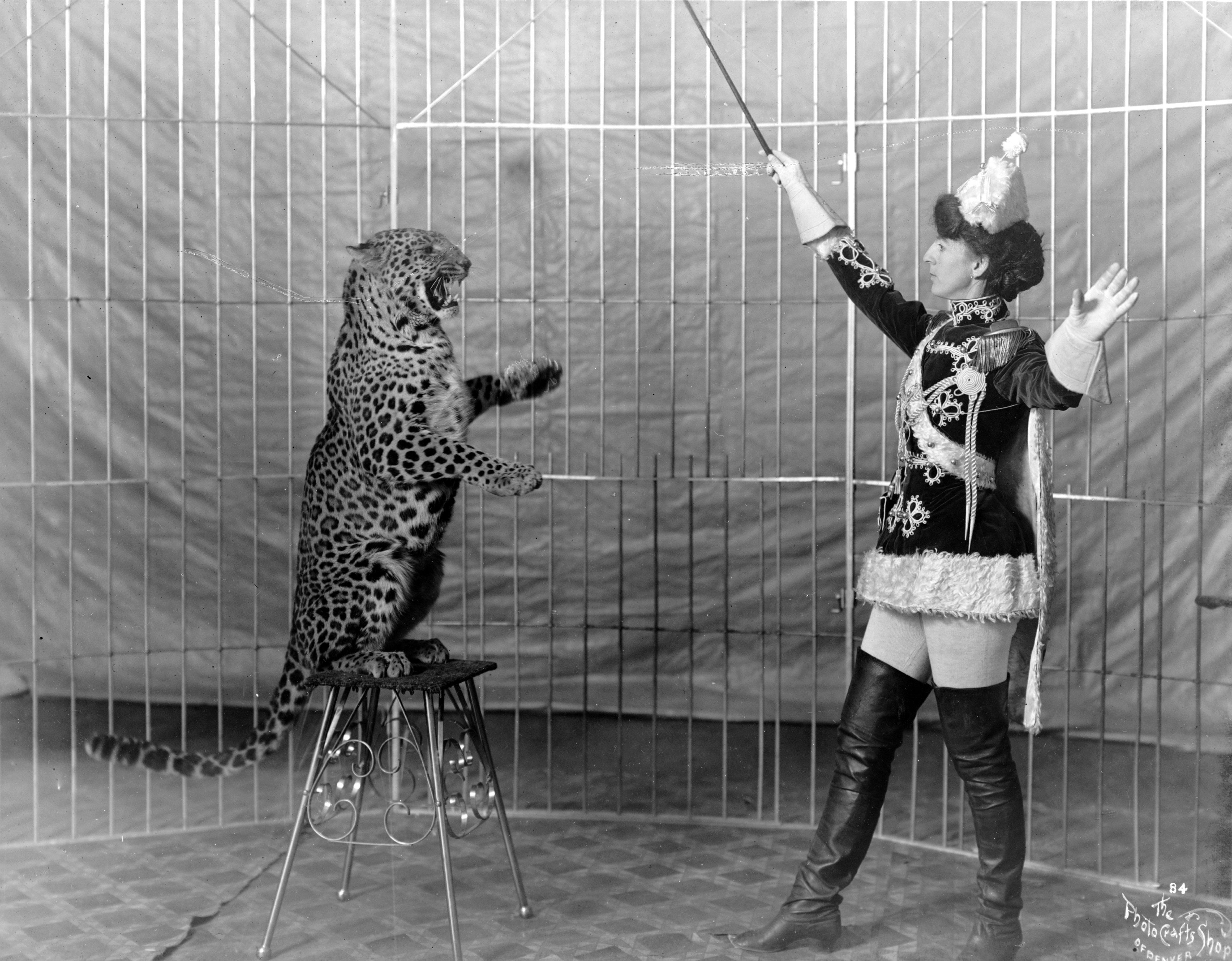
사자 조련사와 표범

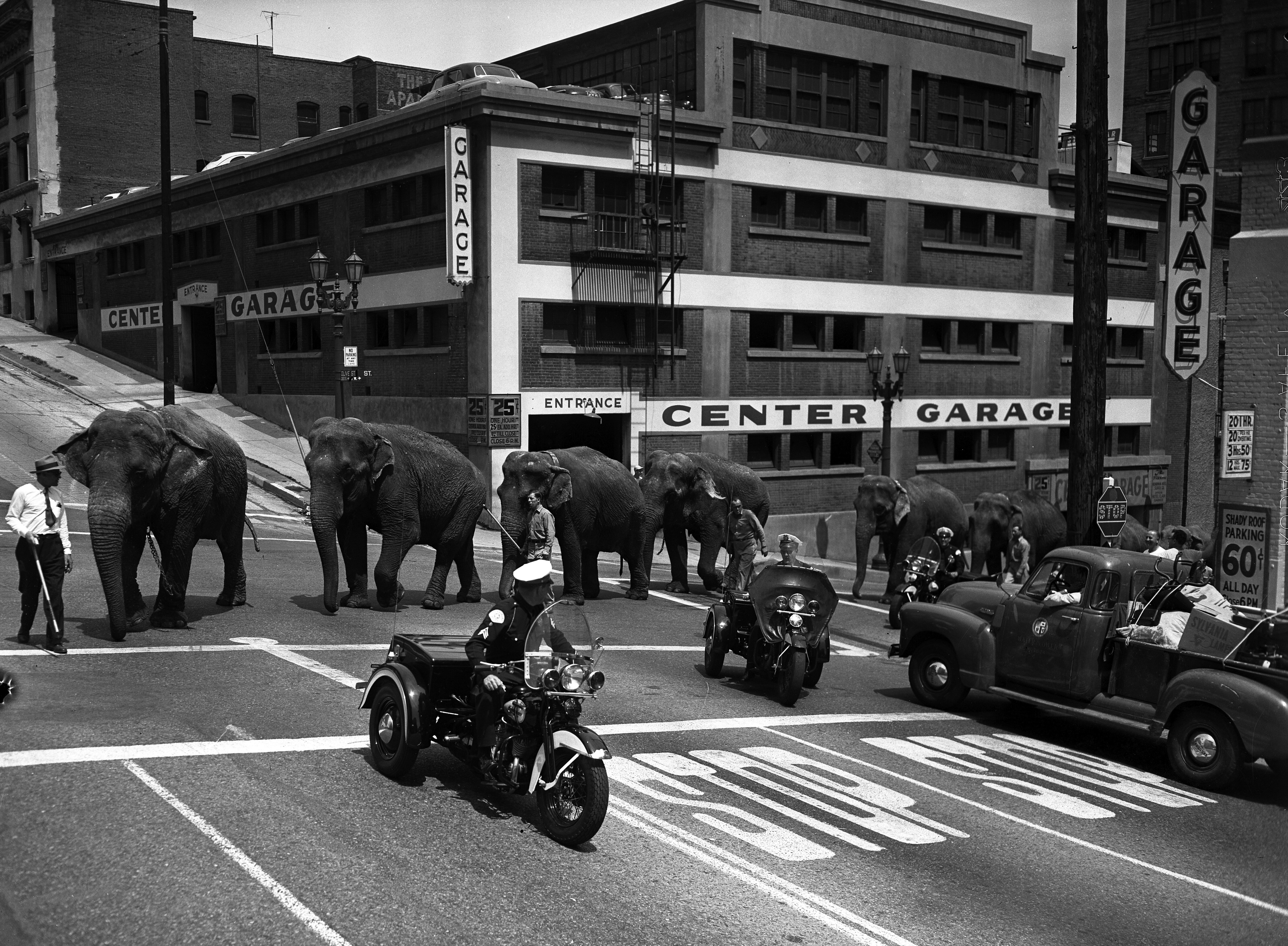
1953년 다운타운 로스앤젤레스에서 퍼레이드를 벌이는 콜 브라더스 서커스의 코끼리들

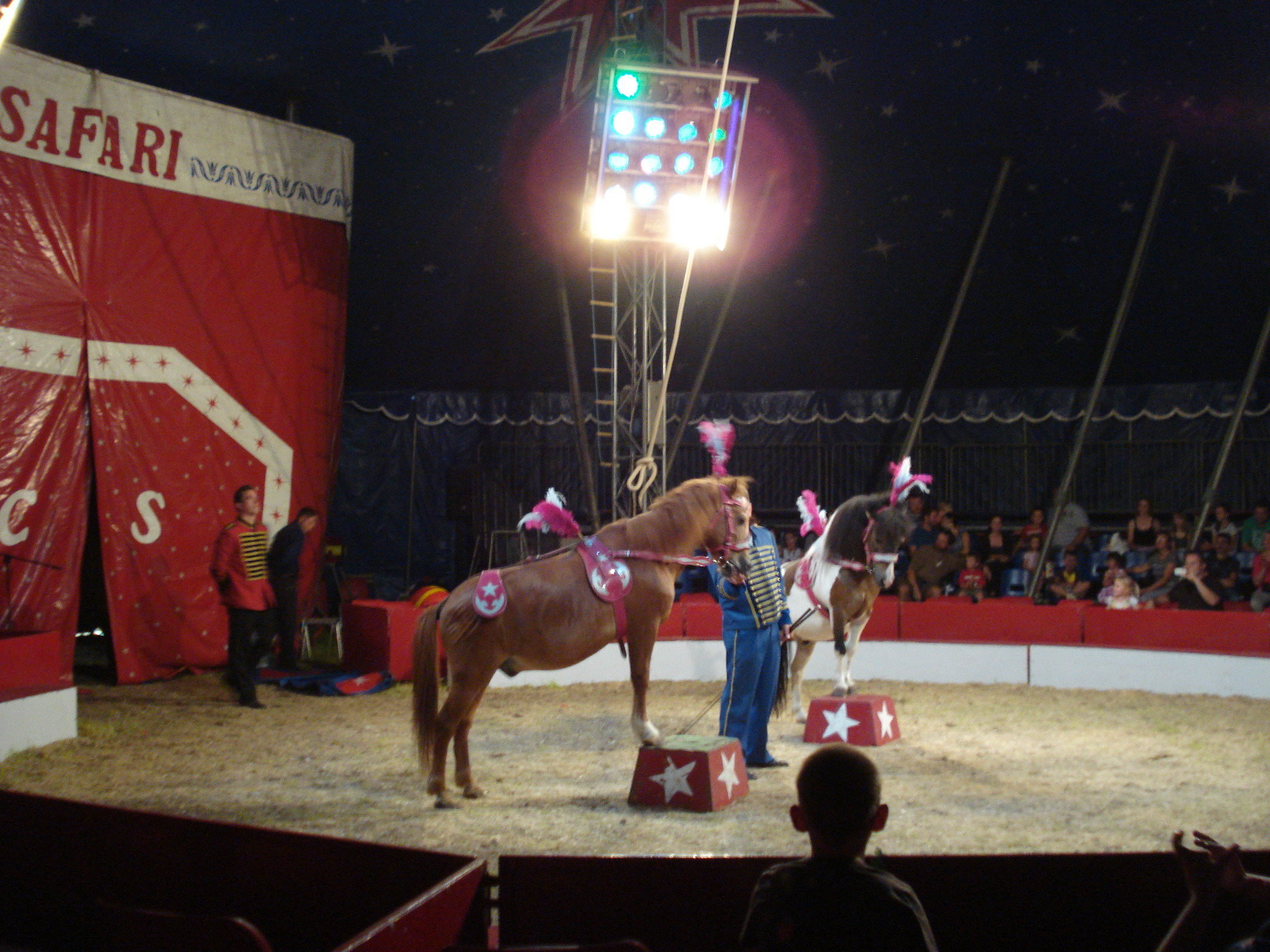
서커스 말 묘기

서커스에서 동물이 처음 참여한 것은 단순히 이국적인 생물을 머내저리에 전시하는 것이었다. 18세기 초부터 이국적인 동물들이 북미로 운송되어 전시되었고, 머내저리는 인기 있는 오락 형태였다. 서커스에서 최초의 진정한 동물 묘기는 승마 묘기였다. 곧 코끼리와 대형 고양이과 동물들도 전시되었다. 이사악 A. 반 암버그는 1833년에 여러 대형 고양이과 동물이 있는 우리에 들어갔으며, 일반적으로 미국 서커스 역사상 최초의 야생 동물 조련사로 간주된다. 메이블 스탁은 유명한 여성 호랑이 조련사였다.

#### 논란 및 법률

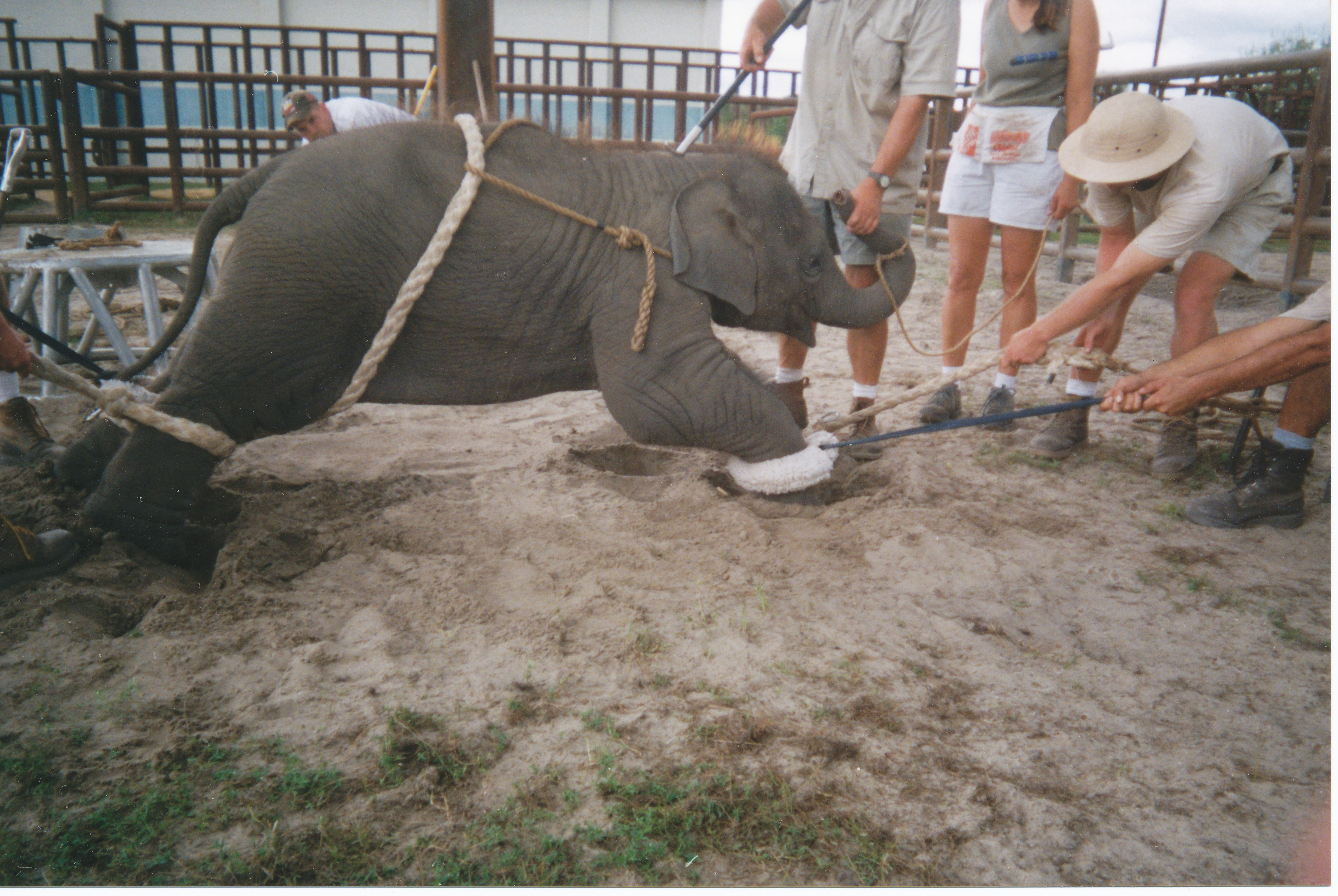
서커스 아기 코끼리 훈련

2009년 멕시코 이달고 파추카의 서커스에서 진행된 코끼리 공연. 2014년 12월, 동물 학대 보고에 대한 대응으로 멕시코 의회는 국내 모든 서커스에서 동물 사용을 금지하는 법안을 통과시켰다. 이 법은 위반 시 벌금을 부과하고 서커스가 보유한 야생 동물 목록을 제출하도록 요구하며, 이 목록은 동물들을 인수하는 데 관심 있는 동물원에 제공될 예정이다.

동물권 단체들은 공연하는 서커스 동물의 훈련 과정에서 동물 학대 사례를 많이 기록했다. 동물권 단체 PETA는 서커스 동물이 종종 굴복시키기 위해 구타당하며, 신체적 학대가 항상 서커스 동물 훈련의 방법이었다고 주장한다. 또한 동물들이 너무 작은 우리에 갇히고 울타리 밖을 돌아다닐 기회가 거의 없어 자유의 권리를 침해한다고 주장된다.

#### 미국
PETA에 따르면, 미국 동물복지법은 동물에게 불편을 주는 어떤 종류의 처벌도 허용하지 않지만, 조련사들은 여전히 이 법을 어기고 전기봉이나 불훅과 같은 도구를 사용한다. PETA에 따르면, 카슨 & 반스 서커스에 대한 비밀 수사 도중, 동물 관리 책임자인 팀 프리스코가 멸종 위기 아시아 코끼리를 전기 충격기로 훈련시키고 다른 조련사들에게 "코끼리를 불훅으로 가능한 한 세게 때리고 날카로운 금속 갈고리를 코끼리 살에 박아 고통에 비명을 지를 때까지 비틀라"고 지시하는 영상이 포착되었다.
네덜란드 농림수산식품부의 위임을 받아 바헤닝언 대학교는 2008년 서커스 동물 복지에 대한 조사를 실시했다. 다음과 같은 문제점들이 발견되었다.
- 관찰된 동물의 71%가 의학적 문제를 가지고 있었다.
- 호랑이와 사자의 33%는 야외 우리에 접근할 수 없었다.
- 사자는 평균적으로 시간의 98%를 실내에서 보낸다.
- 호랑이의 평균 우리는 5m2에 불과하다.
- 코끼리는 하루 평균 17시간 동안 쇠사슬에 묶여 있다.
- 코끼리는 하루 평균 10시간 동안 정형행동을 보인다.
- 호랑이는 불을 극도로 두려워하지만, 여전히 불의 고리를 뛰어넘도록 강요받는다.
- 1990년 이후 서커스에서 사자 공격 사건이 123건 이상 발생했다.
- 동물은 훈육을 통해 훈련받는다.

이러한 findings를 바탕으로, 연구자들은 서커스 동물의 복지에 대한 더 엄격한 규제를 요구했다. 2012년, 네덜란드 정부는 야생 서커스 동물의 사용을 금지한다고 발표했다.
2009년 미국 지방법원에서 증언한 링링 브라더스 앤드 바넘 & 베일리 서커스의 CEO 케네스 펠드는 서커스 코끼리들이 불훅(bullhook)이라고 불리는 금속 팁이 달린 막대기로 귀 뒤, 턱 밑, 다리를 맞고 있다고 인정했다. 펠드는 이러한 관행이 서커스 직원을 보호하기 위해 필요하다고 진술했다. 펠드는 또한 한 코끼리 조련사가 전기 충격기, 즉 핫샷 또는 전기봉을 코끼리에게 사용한 것에 대해 질책을 받았으며, 펠드는 이 역시 적절한 관행이라고 진술했다. 펠드는 이러한 관행들이 코끼리에게 해를 끼치지 않는다고 부인했다. 2010년 1월, 미국 동물학대방지협회 외 여러 단체가 펠드 엔터테인먼트 인터내셔널을 상대로 제기한 소송에 대한 판결에서 법원은 서커스 회사에 대한 증거가 "주장에 관하여 신뢰할 수 없다"고 판결했다. 미국 농무부 청문회 대신, 펠드 엔터테인먼트 (링링 브라더스의 모회사)는 2007년 6월부터 2011년 8월 사이에 발생했다고 알려진 동물복지법 위반에 대해 전례 없는 27만 달러의 벌금을 지불하기로 합의했다.
링링 브라더스 앤드 바넘 & 베일리 서커스를 상대로 한 14년 간의 소송은 2014년에 미국인도주의협회와 여러 동물 권리 단체가 펠드 엔터테인먼트에 1,600만 달러의 합의금을 지불하면서 끝났다. 그러나 서커스는 코끼리 묘기를 중단하고 후피동물들을 보호 구역으로 보낸 지 1년 만에 티켓 판매가 급격히 감소하여 2017년 5월 146년 만에 폐업했다.
1992년 2월 1일 플로리다주 팜베이의 그레이트 아메리칸 서커스에서 재닛(1965 – 1992년 2월 1일)이라는 코끼리가 한 엄마와 두 아이, 그리고 다른 세 아이를 태우고 통제 불능 상태가 되었다. 코끼리는 서커스장 밖을 질주하다가 경찰의 총에 맞아 죽었다. 또한, 1994년 8월 20일 하와이 호놀룰루에서 열린 서커스 인터내셔널 공연 도중, 타이크(1974 – 1994년 8월 20일)라는 코끼리가 수백 명의 관객 앞에서 조련사 알렌 캠벨을 죽이고 조련사 달라스 벡위스를 심하게 공격했다. 타이크는 경기장을 뛰쳐나와 30분 이상 카카아코 거리를 질주했다. 경찰은 타이크에게 86발을 발사했고, 타이크는 결국 부상으로 쓰러져 죽었다.
2018년 12월, 뉴저지는 미국에서 서커스, 카니발, 박람회에서 코끼리, 호랑이 등 이국적인 동물을 출연시키는 것을 금지한 최초의 주가 되었다.

#### 잉글랜드
1998년 영국에서는 MP 로저 게일이 의장을 맡은 의회 실무 그룹이 영국 서커스 동물의 생활 조건과 처우를 연구했다. 이 그룹의 모든 구성원은 서커스 동물을 보호하기 위해 법률 변경이 필요하다는 데 동의했다. 게일은 BBC에 "그것은 품위가 없고, 동물을 사육하는 환경은 몹시 부적절하다. 우리 너무 작고, 그들이 사는 환경은 적절하지 않으며, 많은 사람들은 이제 그런 관행이 끝나야 한다고 믿는다"고 말했다. 이 그룹은 지루함과 스트레스에 대한 우려를 보고했으며, 옥스퍼드 대학교 야생동물 보존 연구소의 한 회원이 수행한 독립 연구에서 "서커스가 교육이나 보존에 기여한다는 증거를 찾지 못했다"고 언급했다. 그러나 2007년 영국 환경·식품·농림부 산하의 다른 실무 그룹은 서커스 산업과 동물 복지를 대표하는 전문가들의 정보를 검토한 결과, "여행 서커스가 현재 영국에서 사용되는 어떤 유형의 비가축 동물의 복지 요구를 충족시키는 것과 양립할 수 없다는 것을 입증하기에 충분한 과학적 증거"가 없음을 발견했다. 해당 그룹의 2007년 10월 보고서에 따르면, "여행 서커스에서 사육되는 동물의 복지가 다른 포획 환경에서 사육되는 동물보다 더 좋거나 나쁘다는 것을 입증할 만한 증거는 거의 없는 것으로 보인다."
영국에서 서커스 내 야생 동물 사용을 금지하는 법안은 2015년에 통과될 예정이었으나, 보수당 MP 크리스토퍼 초프는 "EU 회원국 비용 및 혜택 법안이 서커스 법안보다 먼저 처리되었어야 했기 때문에, 저는 의사 진행 발언을 했습니다"라는 이유로 이 법안을 반복적으로 저지했다. 그는 서커스 법안이 논의 목록에서 "가장 아래에 있었다"고 설명했다. 비영리 단체인 애니멀 디펜더스 인터내셔널은 이를 "30개국이 이 간단하고 인기 있는 조치를 우리보다 먼저 취했다는 것은 영국에 엄청난 당혹감"이라고 평했다. 2019년 5월 1일 환경부 장관 마이클 고브는 순회 서커스에서 야생 동물의 사용을 금지하는 새로운 법안을 발표했다. 2019년 서커스 내 야생 동물법은 2020년 1월 20일부터 발효되었다.

#### 웨일스
웨일스에서 순회 서커스에서 야생동물 사용을 금지하는 법안은 2019년 6월에 제출되었고, 이후 2020년 7월 15일 웨일스 의회에서 통과되었다. 법안 초안에 대한 공개 협의에 웨일스 주민 6,500명 이상이 응답했으며, 이 중 97%가 금지 조치를 지지했다.

#### 스코틀랜드
스코틀랜드에서는 순회 서커스에서 야생 동물 사용이 금지되었다. 2018년 순회 서커스 내 야생 동물법(스코틀랜드)은 2018년 5월 28일에 발효되었다.

#### 전 세계

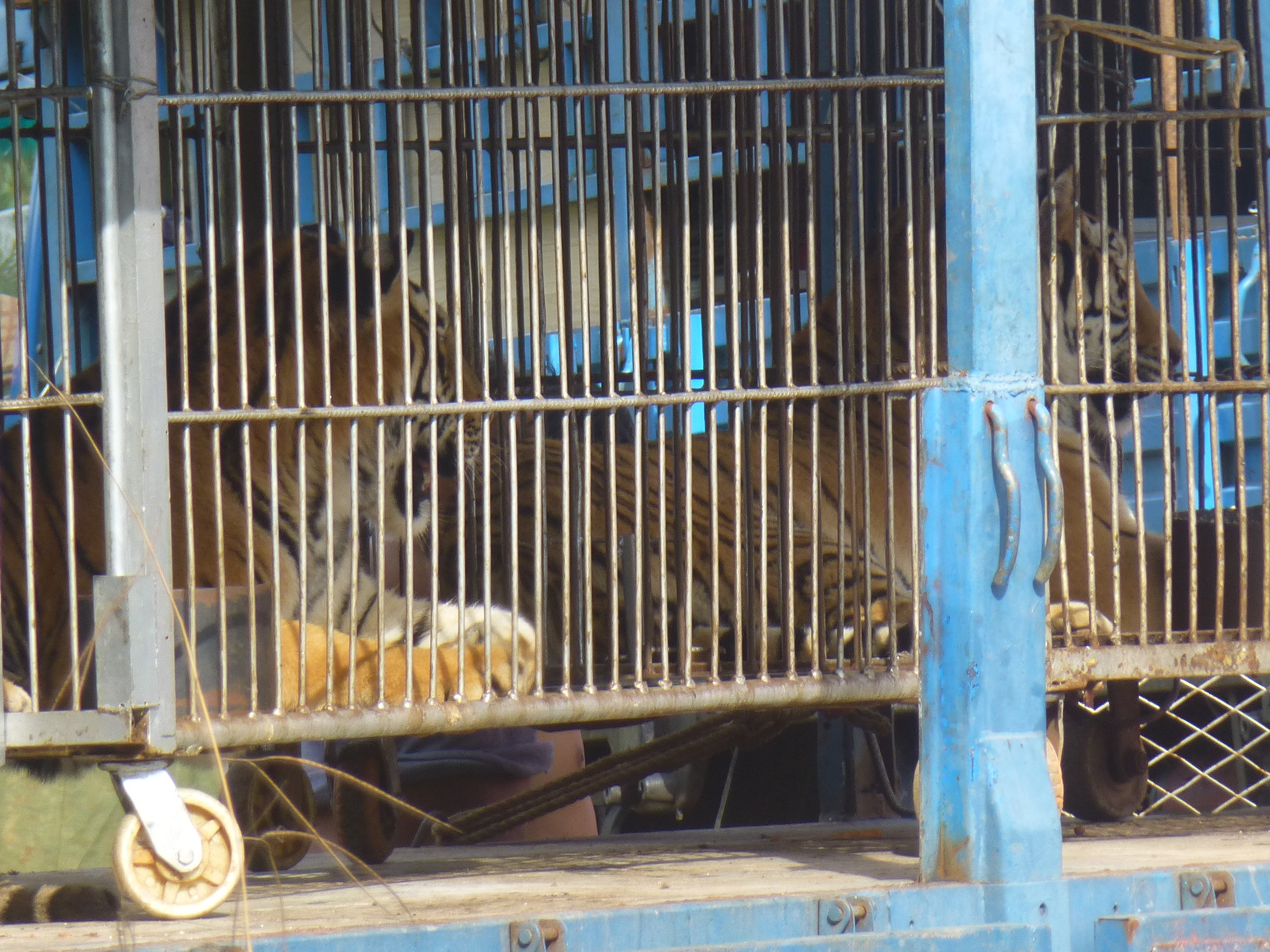
순회 서커스의 수송 우리에 갇힌 호랑이들

오스트리아, 벨기에, 볼리비아, 보스니아 헤르체고비나, 불가리아, 콜롬비아, 코스타리카, 크로아티아, 키프로스, 체코 공화국, 덴마크, 에콰도르, 엘살바도르, 에스토니아, 핀란드, 그리스, 헝가리, 인도, 이란, 아일랜드, 이스라엘, 이탈리아, 몰타, 멕시코, 네덜란드, 노르웨이, 파나마, 파라과이, 페루, 폴란드, 포르투갈, 싱가포르, 슬로베니아, 스웨덴, 스위스, 터키 등 여러 국가에서는 서커스에서 일부 또는 모든 동물의 사용을 금지하고 있다. 아르헨티나, 호주, 브라질, 캐나다, 칠레, 독일, 스페인, 영국, 미국 등에서는 오락용 동물 사용을 지역적으로 제한하거나 금지하고 있다. 오락용 동물 사용에 대한 대중의 우려가 커지면서, 동물 없는 서커스가 전 세계적으로 점점 더 보편화되고 있다. 2009년, 볼리비아는 서커스에서 야생 또는 가축 동물의 사용을 금지하는 법안을 통과시켰다. 이 법은 서커스가 "잔인한 행위를 구성한다"고 명시한다. 서커스 운영자들은 2009년 7월 1일 법안 통과일로부터 1년 이내에 이를 준수해야 했다. 2018년 독일에서는 서커스 공연 중 코끼리 사고가 발생하여 서커스 내 동물 공연을 금지해야 한다는 목소리가 나왔다. PETA는 독일 정치인들에게 서커스에서 동물 사육을 금지할 것을 촉구했다.
한 조사에 따르면, 야생 동물은 운송으로 인해 평균적으로 시간의 99~91%를 우리, 마차 또는 울타리 안에서 보낸다. 이는 동물에게 엄청난 고통을 주며 과도한 양의 침을 흘리게 한다.
샌프란시스코 (2015년), 로스앤젤레스 (2017년), 그리고 뉴욕 (2017년)에서 야생 동물의 공연을 금지하는 시 조례가 제정되었다.
그리스는 애니멀 디펜더스 인터내셔널과 그리스 동물복지기금(GAWF)의 캠페인에 따라 2012년 2월 자국 내 모든 서커스에서 동물 공연을 금지한 최초의 유럽 국가가 되었다.
2015년 6월 6일, 유럽 수의사 연맹은 순회 서커스에서 야생 동물 사용을 금지할 것을 권고하는 입장 문서를 채택했다.
현대 서커스가 연극적인 기술과 동물 공연보다는 인간의 공연에 중점을 두는 방향으로 전환되었음에도 불구하고, 전통적인 서커스단은 여전히 새로운 흐름과 함께 존재한다. 수많은 서커스는 여전히 동물 공연자들을 유지하고 있으며, 여기에는 미국의 유니버설 서커스와 빅 애플 서커스, 뮌헨의 크로네 서커스, 호주의 로열 서커스와 레논 브로스 서커스, 멕시코의 바스케스 에르마노스 서커스, 시르코 아타이데 에르마노스, 에르마노스 마야로르 서커스, 그리고 이탈리아의 모이라 오르페이 서커스 등이 있다.

## 건물

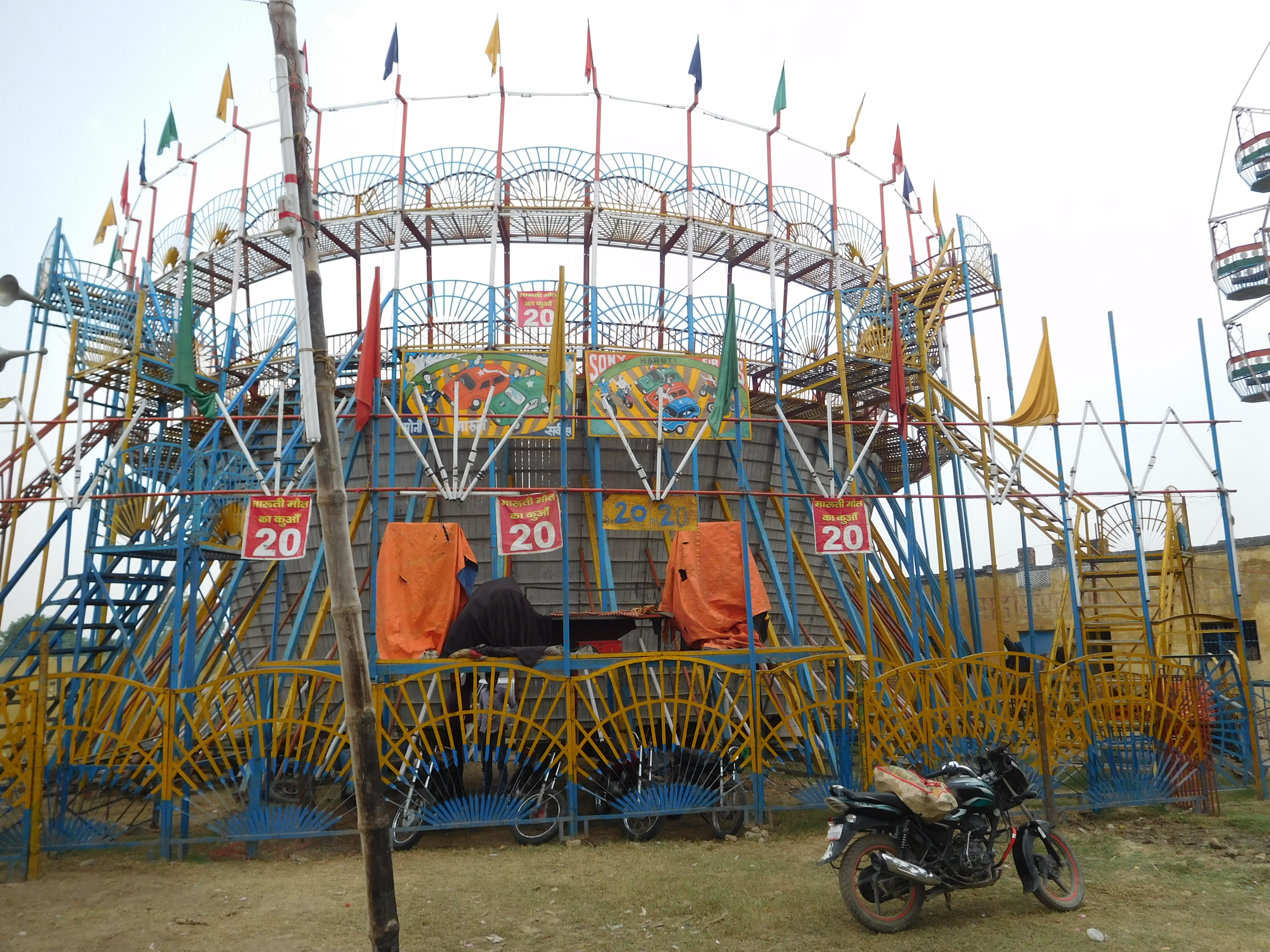
서커스 건물

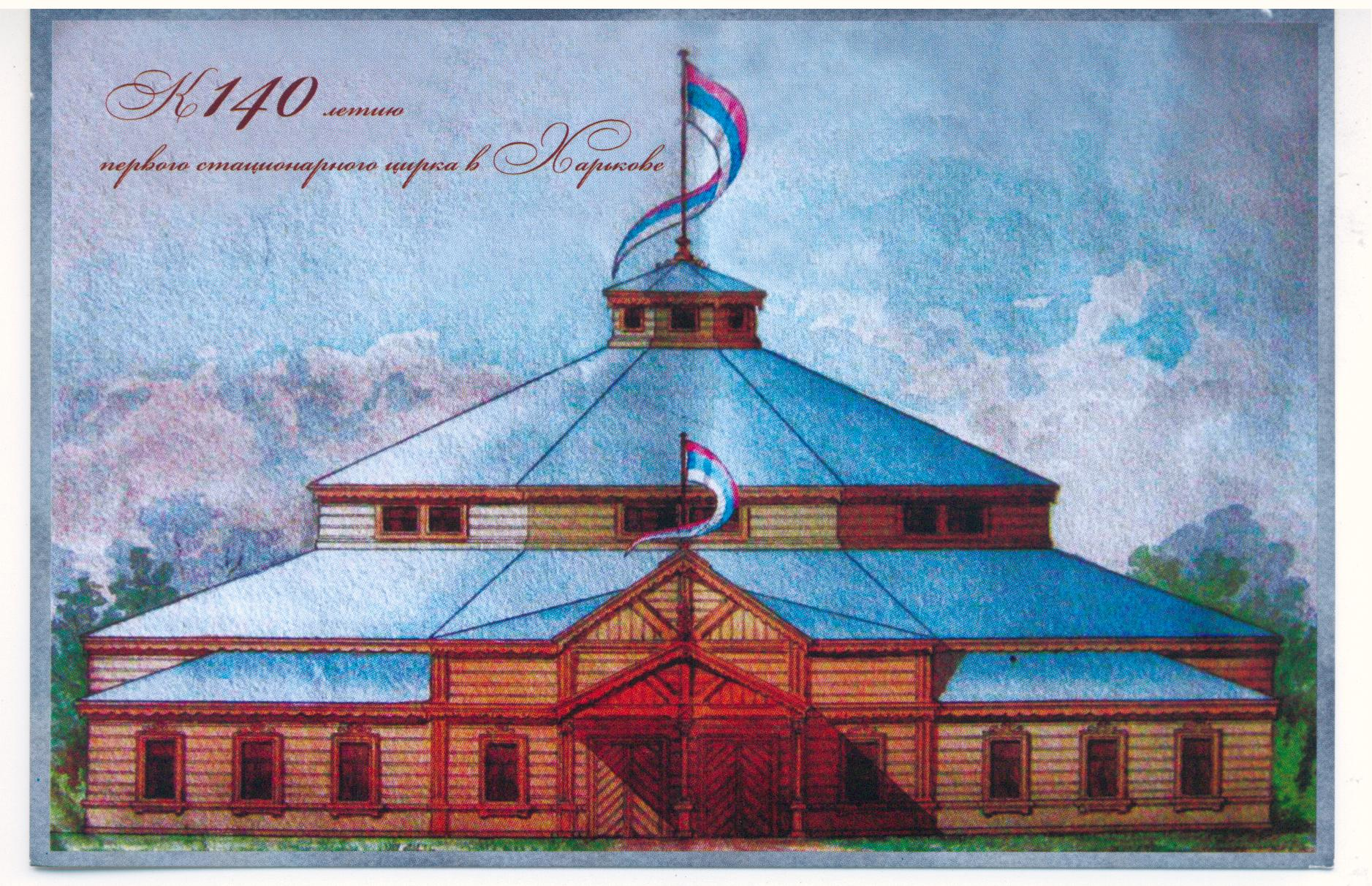
하르키우 옛 목조 서커스 건물 엽서

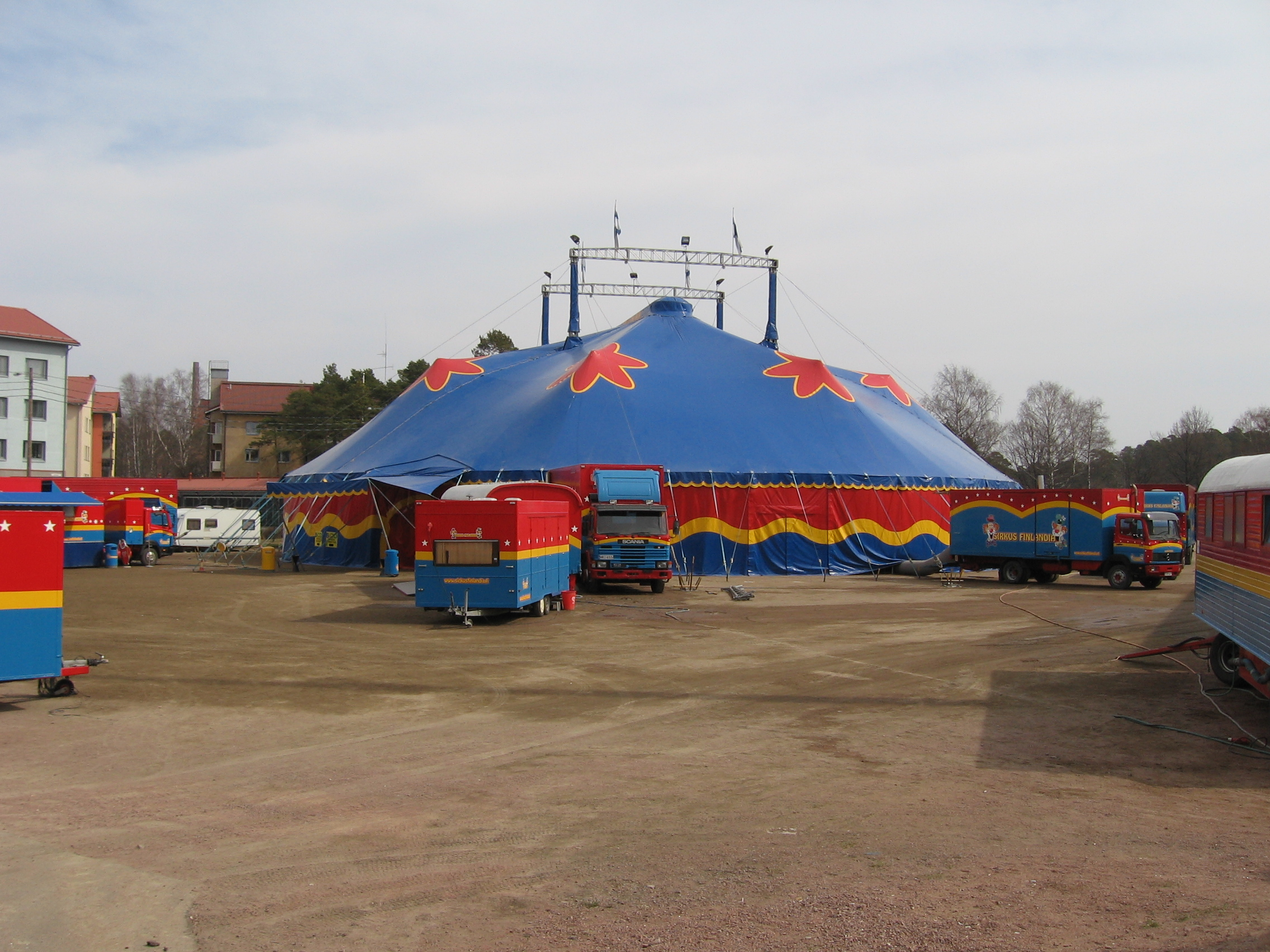
핀란드 서커스의 텐트

일부 도시에는 정기 공연이 열리는 서커스 건물이 있다. 가장 잘 알려진 곳은 다음과 같다.
- 블랙풀 타워 서커스
- 부다페스트 서커스
- 뮌헨의 크로네 서커스 건물
- 시르크 디베르, 파리
- 아미앵의 시르크 줄 베르느[90]
- 그레이트야머스의 히포드롬 서커스
- 몬트리올의 라 토후
- 모스크바의 츠베트노이 대로 모스크바 서커스
- 상트페테르부르크의 치니셀리 서커스
- 상하이시의 상하이 서커스 월드
- 아시가바트의 투르크멘 국립 서커스
- 리가의 리가 서커스
- 민스크의 벨라루스 국립 서커스
- 부쿠레슈티의 "글로버스" 서커스

다른 나라에는 더 이상 서커스로 사용되지 않거나, 더 넓은 행사 프로그램 중에서 가끔만 서커스로 사용되는 맞춤형 서커스 건물이 여전히 존재한다. 예를 들어, 덴마크 코펜하겐의 코펜하겐 서커스 건물(Cirkusbygningen), 스웨덴 스톡홀름의 시르쿠스, 또는 네덜란드 암스테르담의 카레 극장 등이 있다.

## 국제 시상식
몬테카를로 국제 서커스 페스티벌은 1974년부터 모나코에서 개최되었으며, 서커스 공연자들을 위한 많은 국제 시상식 중 최초이다.

## 예술, 음악, 영화, 연극, 책, 비디오 게임

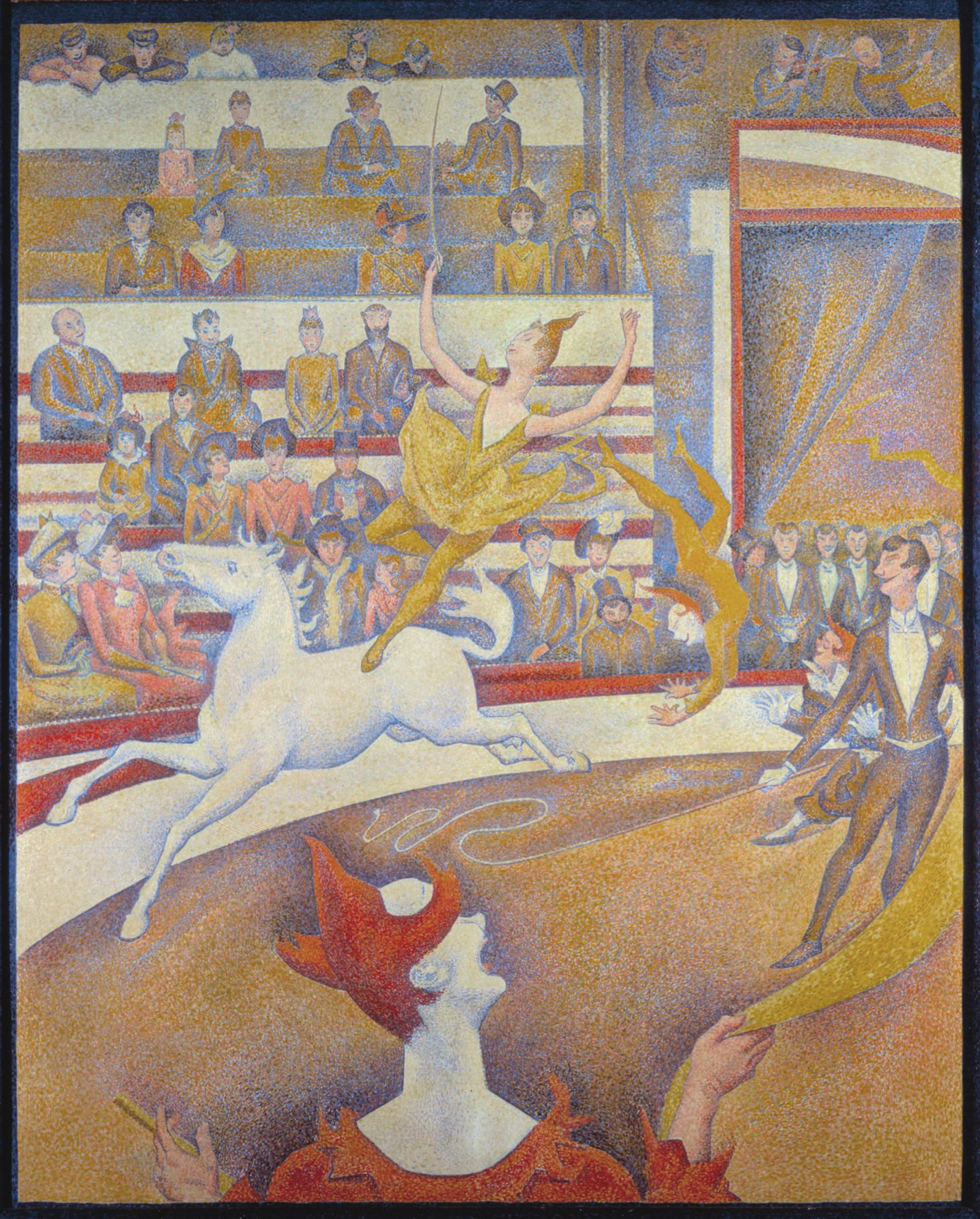
조르주 쇠라의 서커스 (1891년)

에리히 케스트너의 아동 도서 Der kleine Mann (novel) 1963년 (작은 남자)와 Der kleine Mann und die kleine Miss 1967년 (작은 남자와 작은 아가씨)는 대부분 서커스를 배경으로 하고 있으며, 고아인 어린 주인공이 쇼의 마술사 보호 아래 성장하는 이야기를 담고 있다.
서커스의 분위기는 많은 음악가들에게 극적인 배경이 되었다. 가장 유명한 서커스 주제가는 "검투사의 입장"이며, 1904년 율리우스 푸치크가 작곡했다. 다른 서커스 음악으로는 "엘 카바예로", "퀄리티 플러스", "서니랜드 왈츠", "엘 카네이 습격", "파야마", "불 트롬본", "빅 타임 부기", "로얄 브라이드메이드 행진", "아기 코끼리 걸음", "자유의 종 행진", "자바", 슈트라우스의 "라데츠키 행진", 그리고 "진보의 행렬" 등이 있다. 빅토리아 시대 영국에서 가장 인기 있던 서커스 중 하나인 파블로 팬큐의 서커스 로얄 포스터는 존 레논이 비틀즈의 앨범, Sgt. Pepper's Lonely Hearts Club Band에 수록된 Being for the Benefit of Mr. Kite!를 쓰도록 영감을 주었다. 이 노래 제목은 19세기의 유명한 서커스 공연자 윌리엄 카이트를 가리킨다. 프로듀서 조지 마틴과 EMI 엔지니어들은 칼리오페와 페어그라운드 오르간의 수집된 녹음본을 다양한 길이로 잘라 상자에 넣고 무작위로 섞어 편집하여 긴 루프를 만들고 이를 최종 제작물에 섞어 노래의 유원지 분위기를 연출했다. 또 다른 전통적인 서커스 노래는 존 필립 수자의 행진곡 "성조기여 영원히"로, 이는 서커스 공연자들에게 비상 상황을 알릴 때만 연주된다.
서커스를 배경으로 한 연극으로는 라이오넬 몽크턴의 1896년 뮤지컬 '서커스 소녀', 마가렛 메이요가 1907년에 쓴 서커스의 폴리, 러시아의 레오니트 안드레예프가 1915년에 쓴 '뺨 맞은 남자'(이후 최초의 서커스 영화 중 하나로 각색됨), 카를 추크마이어가 1928년에 쓴 '카타리나 크니'(세실리 해밀턴이 1932년에 '캐러밴'이라는 제목으로 영국 무대에 각색), 허버트 파르전이 1942년에 쓴 레뷰 '빅 톱', 타이론 거스리가 1950년에 쓴 '사다리 꼭대기', 앤서니 뉼리가 1961년에 쓴 '세상을 멈춰, 내리고 싶어', 그리고 사이 콜먼이 음악을, 마크 브램블이 가사와 대본을 쓴 바넘, 제이 토렌스가 2006년에 쓴 '루스아웃: 위대한 서커스 열차 사고' 등이 있다.
제1차 세계 대전 이후 서커스 영화가 인기를 얻었다. 1924년 뺨 맞은 남자는 메트로 골드윈 메이어가 개봉한 최초의 영화였고, 1925년에는 '톱밥의 샐리'(1930년 리메이크), 버라이어티, '보드빌'이 제작되었고, 이어서 1926년 '악마의 서커스', 찰리 채플린 주연의 서커스, '서커스 루키스', '4인의 악마', 1928년 '웃어라 광대'가 제작되었다. 곡예사들을 다룬 독일 영화 살토 모르탈레는 1931년에 개봉되었고, 미국에서 리메이크되어 버트 랭캐스터 주연의 트래피즈라는 제목으로 1956년에 개봉되었다. 1932년에는 프릭스가 개봉되었다. '찰리 챈 서커스에 가다', '서커스(소련)', '세 명의 막시움'은 1936년에 개봉되었고, 마르크스 형제 주연의 서커스에서와 '정직한 사람을 속일 수 없다'는 1939년에 개봉되었다. 서커스 영화는 제2차 세계 대전 중에도 인기를 끌었다. 이 시대의 영화로는 존 배리모어 주연의 '위대한 프로필'(1940), 월트 디즈니 애니메이션 스튜디오의 애니메이션 영화 덤보(1941), '로드 쇼'(1941), '밤에 굴러가는 마차'(1941), '야생 여성 포로'(1943) 등이 있다.
호랑이 조련사에 대한 영화 '트롬바'는 1948년에 개봉되었다. 1952년 세실 B. 드밀의 오스카상 수상작 지상 최대의 쇼가 처음 상영되었다. 1953년에는 '줄타는 남자'와 잉마르 베리만의 'Gycklarnas afton'(미국에서는 'Sawdust and Tinsel'로 개봉)이 개봉되었고, 이어서 '인생은 서커스', '공포의 링', 3 링 서커스 (1954), 톰과 제리: 더 무비 그리고 페데리코 펠리니의 오스카상 수상작인 길 (1954년 영화)(소녀가 서커스 힘센 남자에게 팔려가는 이야기)가 개봉되었다. 펠리니는 1970년에 서커스를 배경으로 한 두 번째 영화인 광대들을 만들었다. 1959년 이후 제작된 서커스 영화로는 디즈니의 토비 타일러(1960), B급 영화 서커스 오브 호러(1960), 뮤지컬 영화 빌리 로즈의 점보(1962), 서커스에서 탈출한 호랑이에 대한 디즈니 영화 '호랑이 걷다', 존 웨인 주연의 서커스 월드(1964)가 있다. 해나 바베라의 첫 애니메이션 영화 요기 베어(1964)에서는 신디 베어가 서커스에 갇혀 잔인하게 공연을 강요당하다가 요기와 부부가 그녀를 구출한다. 드림웍스 애니메이션 영화인 마다가스카 3: 이번엔 서커스다!는 사악한 동물 통제인 듀보아 대령으로부터 동물원 동물들이 탈출하는 이야기로 2012년에 개봉되었다. P. T. 바넘의 삶을 느슨하게 바탕으로 한 뮤지컬 영화 위대한 쇼맨은 2017년에 개봉되었다.
TV 시리즈 '서커스 움베르토'는 에두아르트 바스의 소설을 바탕으로 1826년부터 1924년까지 움베르토 서커스 가문의 역사를 따라간다. 2003년부터 2005년까지 방영된 HBO 텔레비전 시리즈 카니발 (드라마)의 배경도 대부분 순회 서커스이다. 서커스는 또한 많은 작가들에게 영감을 주었다. 논픽션과 픽션 모두 서커스 생활에 대한 수많은 책이 출판되었다. 서커스를 바탕으로 한 주목할 만한 소설로는 에두아르트 바스의 '서커스 움베르토', 대런 샨의 피의 서커스, 그리고 게리 제닝스의 스팽글이 있다. 사라 그루엔의 소설 워터 포 엘리펀트는 서커스 수의사의 가상 이야기를 다루고 있으며, 로버트 패틴슨과 리즈 위더스푼 주연의 동명의 영화로 제작되었다. SF 작가 배리 B. 롱이어는 미래 서커스에 대한 삼부작을 썼다: '바라부의 도시', 코끼리 노래, 그리고 서커스 월드.
인도 만화책 슈퍼히어로 수퍼 코만도 드루바의 만화책에서는 서커스가 중심 주제이다. 이 시리즈에 따르면, 드루바는 가상의 인도 서커스인 주피터 서커스에서 태어나고 자랐다. 경쟁 서커스가 주피터 서커스를 불태워 드루바의 부모를 포함한 모든 사람을 죽였을 때, 드루바는 범죄 퇴치자가 되기로 맹세했다. 서커스를 배경으로 한 텔레비전 시리즈인 서커스는 1989년 인도 DD 내셔널에서 방영되었으며, 샤루크 칸이 주연을 맡았다.
비디오 게임 역전재판 2의 세 번째 사건에서 주인공 나루호도 류이치는 서커스에서 발생한 살인 사건을 조사하며, 자만심 강한 마술사의 변호사 역할을 한다.

## 같이 보기
- 곡예
- 어릿광대